# Zahrada

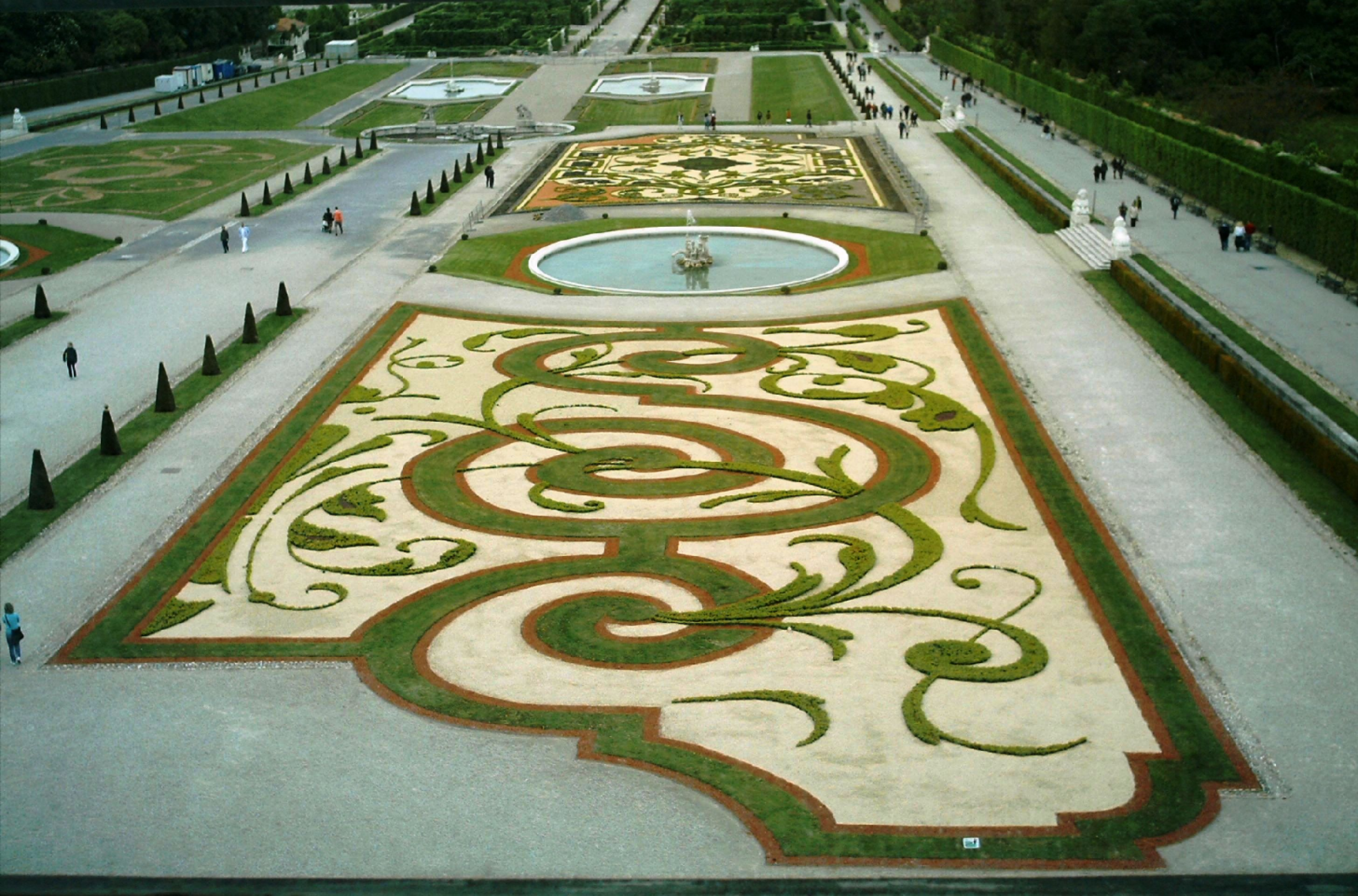
Veřejně přístupný park ve Vídni, Belvederské zahrady.

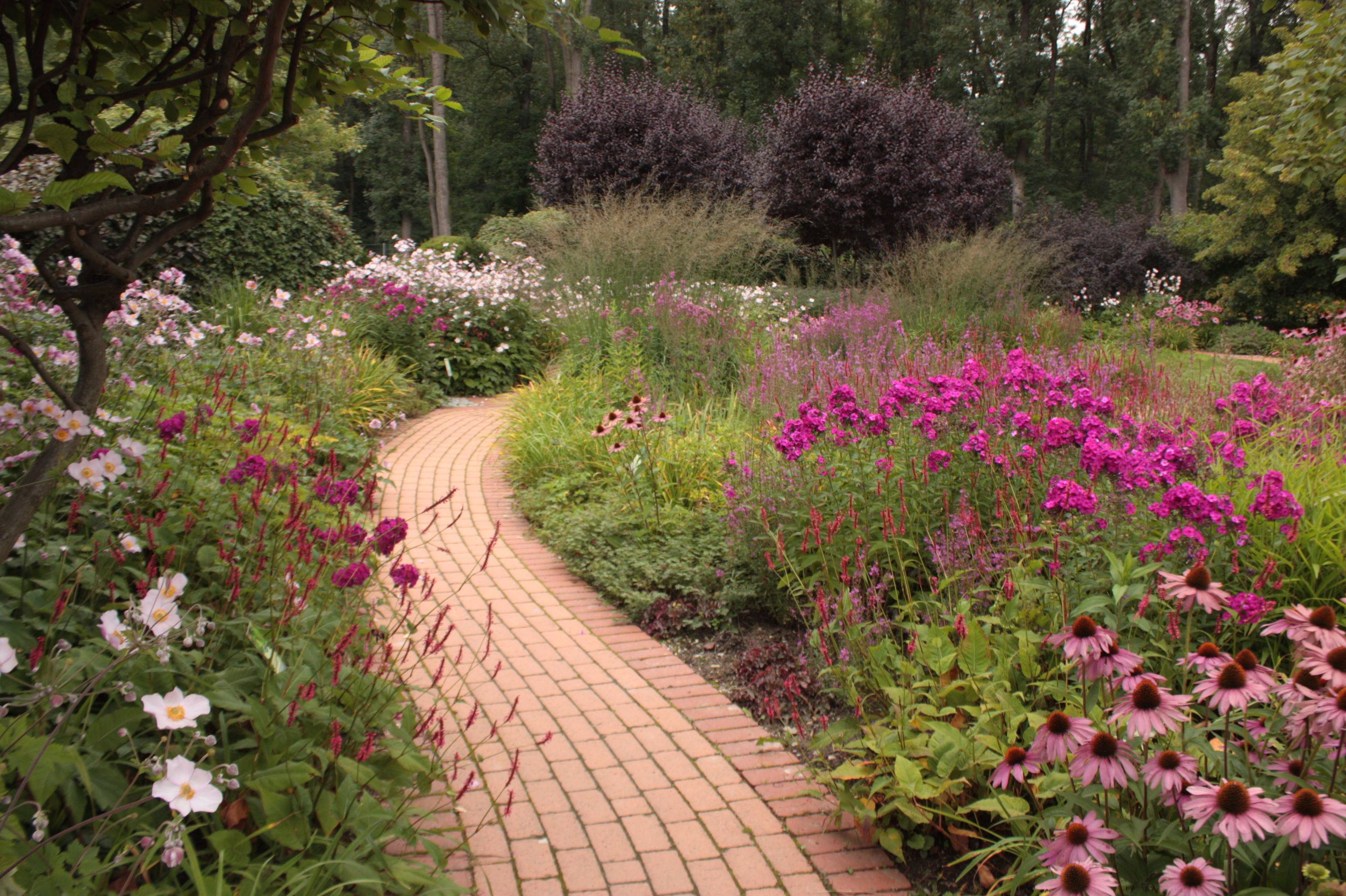
Ukázka zahrady v Garten Tulln, Rakousko.

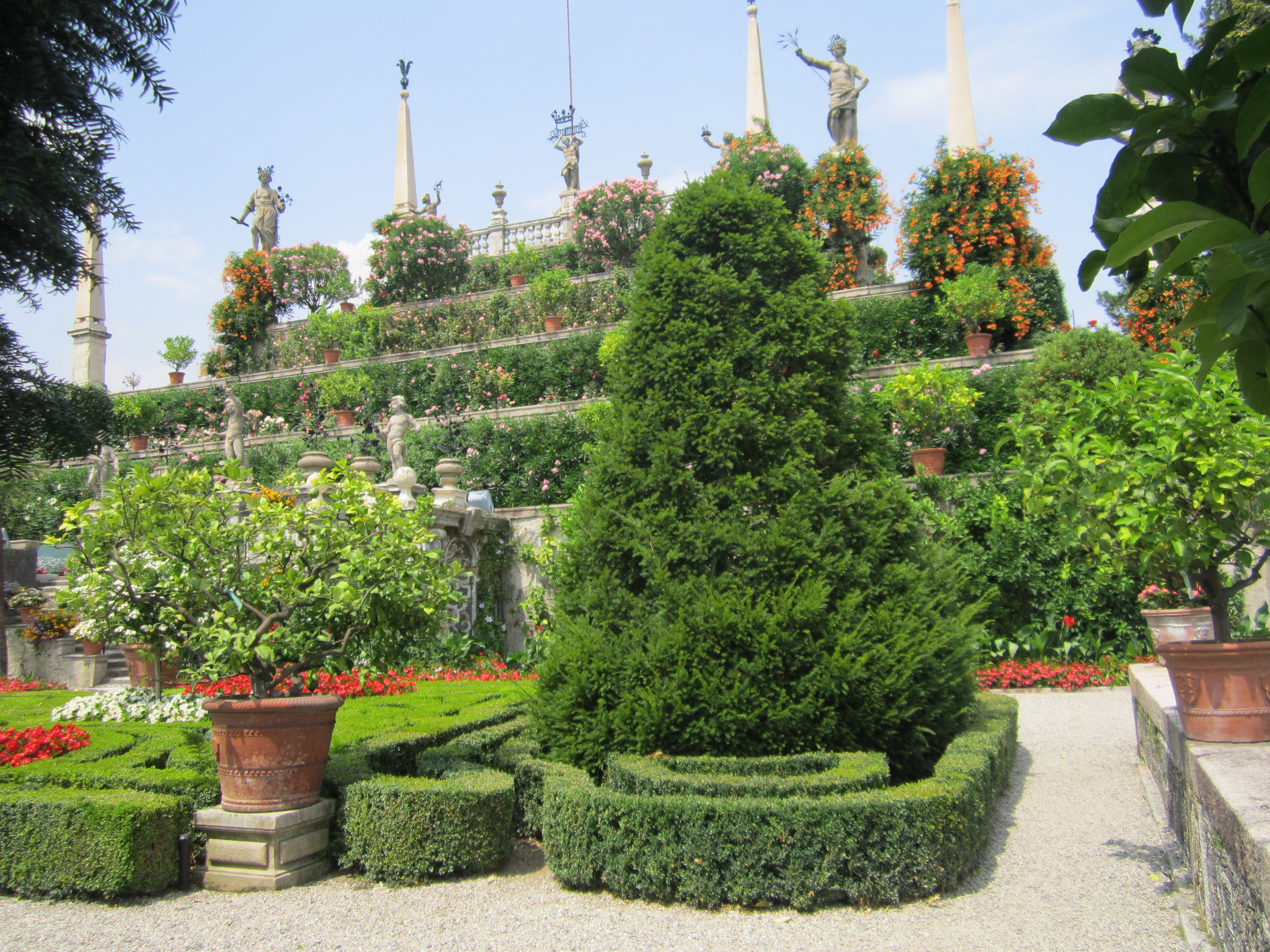
Zahrada na ostrově Isola Bella v Itálii

Zahrada je lidmi upravený pozemek s uměle vysázenou vegetací, prostor, kde jsou obvykle pěstovány nebo umístěny rostliny. Může sloužit k odpočinku, volnočasovým aktivitám a reprezentaci, pro pěstování rostlin určených ke konzumaci nebo i k jinému účelu. Vědeckým, výzkumným a pedagogickým účelům pak slouží specializované botanické zahrady a arboreta, kde jsou sbírky často také nějak architektonicky upraveny. Zemědělský slovník vymezuje zahradu jako prostor s úplným nebo částečně omezeným přístupem veřejnosti.
Zahradu zakládá majitel, zahradní architekt nebo zahradník, udržuje majitel, uživatel nebo zahradník. Je doporučováno a vhodné, aby zahradu udržoval stále týž zahradník nebo táž osoba. Zahrada může být založena podle pravidel sadovnické tvorby.
Při příležitosti znovuotevření Květné zahrady v Kroměříži ředitelka NPÚ Naďa Goryczková řekla: „Zahradní kultura je u nás stále opomíjena.“

## Etymologie
Slovo zahrada znamená v původním významu ohrazený prostor, malou ohradu. V některých zemích rozlišují více typů zahrad založených pro specifické účely, s různými rostlinami; vznikla pro ně jednoslovná pojmenování nebo bývá k podstatnému jménu připojeno přídavné, které typ specifikuje, například zahrada zeleninová, bylinková či okrasná.
Park a zahrada jsou synonyma. Do 21. století je v českém jazyce za synonymum ke slovu zahrada považováno slovo sad, ale rovněž park. Zahrada u obytné budovy před stavbou směrem ke vstupu na pozemek bývá označována jako předzahrádka, ovšem pokud je to jediná taková velká intenzivně udržovaná plocha, bývá používáno i zde slovo zahrada. Až do 20. století bývala zahrada rovněž spojena s rostlinami. Móda japonských zahrad tuto představu zrušila.
Zahrada vznikala v různých částech světa v mnoha podobách a šlo původně vždy o nejintenzivněji obdělávanou zemědělskou část (nebo části) pozemku, obvykle u obytné budovy. Podobně vzniká zahrada i u staveb velmožů a duchovních i světských vůdců, kde nejméně obdělávanou částí pozemku byla obora se zvěří a stromy. Tyto úpravy jsou pokládány za základ parku a zahrady. Rozdíl pozemků s označením zahrada a park lze vysledovat ve velikosti a intenzitě údržby. Z tohoto hlediska bylo možné barokní parky (jak tomu i dodnes u těchto dobových je) označit jako zahrady (např. Květná zahrada). Naproti tomu úpravy stejné plochy ve stylu anglického parku se obvykle označovaly jako park, a to i v případě, že pozemky byly ohrazeny. Ještě ve 20. století ve střední Evropě za zahrady pokládali udržované ohrazené plochy bez ovocných dřevin. Takovéto plochy s ovocnými dřevinami (stromy) vně hlavní stavby byly označovány jako sad, a jsou-li mimo uzavřený celek stavby, jako dvůr. Podobnou charakteristiku a rozdělení zahrad podle použití a účelu na dvory a zahrady lze vysledovat například i u korejských zahrad na venkově.
Naproti tomu v některých dalších evropských zemích byly už od 18. století některé součásti parků označovány jako zahrady a mohlo jich být v parku i více. Parky a zahrady bylo možné rozlišit právě způsobem výsadby a intenzitou údržby. Zemědělský slovník vydaný v 21. století slovo zahrada používá pro uzavřené víceméně soukromě plochy, kdežto park jako místo k pobytu v krásném prostředí; dále specifikuje, že vznikají i veřejné parky, otevřená veřejná prostranství. Realita 21. století ukazuje, že slovo park je používáno bez ohledu na velikost, veřejnou funkci, intenzitu údržby či styl úpravy. Stejně tak je tomu u pozemků označovaných jako zahrada. Oba pojmy jsou, zejména u veřejných pozemků, používány běžně. U soukromých pozemků je v 21. století pro více či méně obdělávané, oplocené nebo neoplocené zelené plochy u obytné budovy obvykle správný název zahrada.
Přídavné jméno u slova zahrada často mění jeho smysl. Výraz zimní zahrada je tak označení pro prosklenou obytnou místnost nebo i zasklený balkon. Zahrada zde ale může být zastoupena pěstováním rostlin v nádobách. Výraz zoologická zahrada označuje plochu, kde jsou ukázky druhů zvířat. Rostliny v ní nejsou nezbytné a podstatné, někdy však napodobují přirozené prostředí zvířat, která se v nich nacházejí, a mohou takto sloužit i k edukativním účelům.
Ustálené fráze:
- Kvítko z čertovy zahrádky.
- Rajská zahrada.

## Funkce

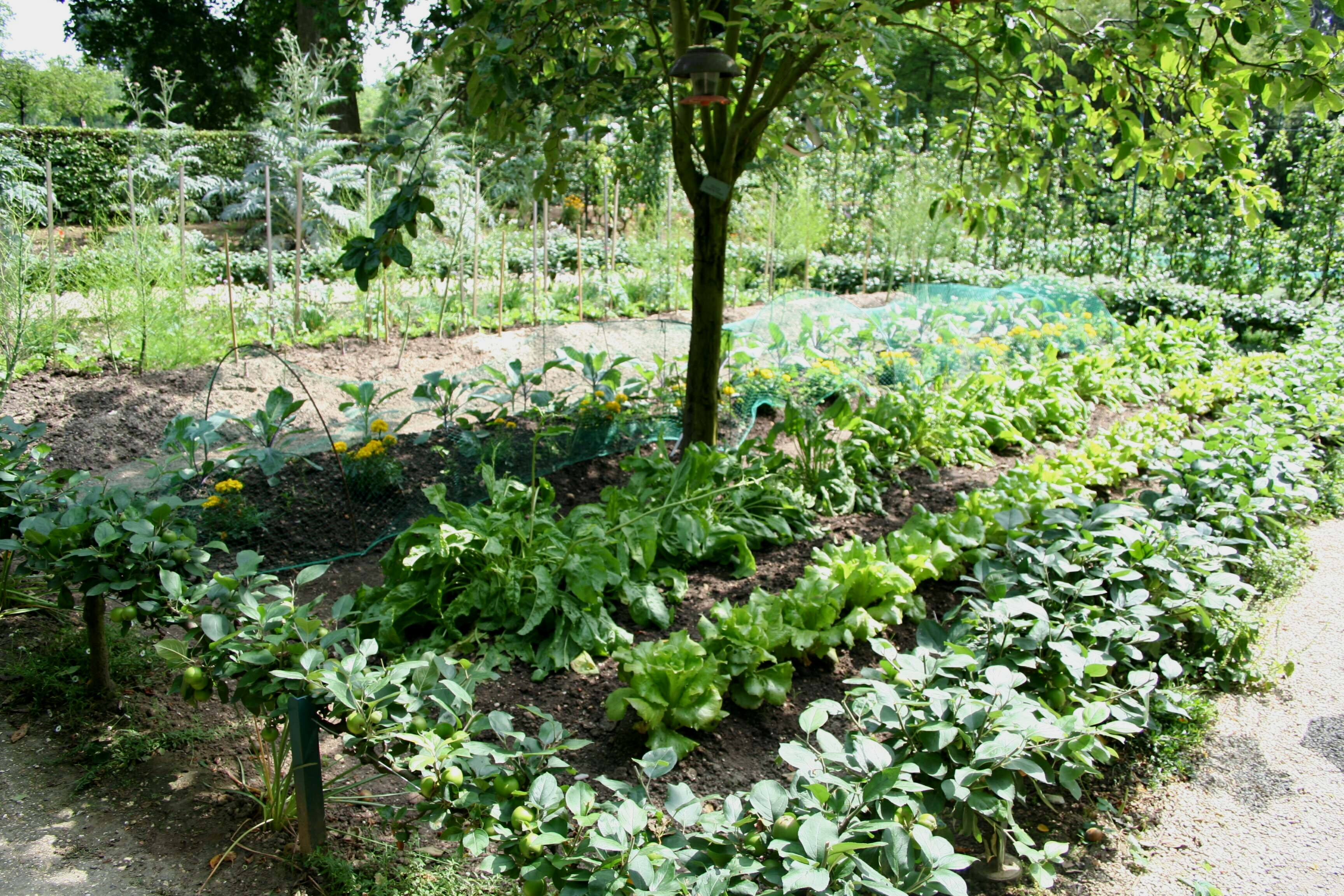
Ukázka zahrady.

Vztah člověka a lidské společnosti k zahradě je odedávna velmi specifický a projevuje se jak na úrovni ekonomických potřeb a kulturních vztahů, tak například i na úrovni sociálního symbolu. Vztah člověka k okolnímu přírodnímu prostředí vyplývá převážně z ekonomických potřeb, ovšem zahrada nemusí být hospodářsky významná; je hodnocen její estetický a sociální přínos (nebo nutnost), a to podle dosaženého stupně společenské formace.  Zahrady někdy mohou být součástí větších architektonických celků a kombinují se s krajinnými prvky, jako jsou například aleje, parky či lesoparky.
Okrasné zahrady mohou mít různou velikost a mnoho podob. Mnohdy záleží na účelu, kterému slouží, na možnostech majitele a záměru tvůrce. Odlišnost slohů a úprav také souvisí s vnímáním krásy zahrad. A to nikoliv jen s estetickými a architektonickými zásadami, mnohdy poplatnými době, ale především s vnitřními podněty vytvářejícími tato pravidla, tedy s touhami zákazníka, majitele pozemku.
Konkrétní způsob úpravy zahrady se během historie tedy měnil z ekonomických důvodů, jako znak příslušnosti majitele zahrady k sociální skupině, ale především zde hrála roli měnící se móda. Pokud by zahrady sloužily jako pouhý znak příslušnosti k sociální skupině, za estetické by byly považovány zahrady přibližně shodné. Proměnlivost oceňovaných prvků a jejich kvalit je však dána nejen vývojem poznání, ale i snahou majitele předvést svou jedinečnost. V jakékoliv době vývoje zahrad jsou obvykle nejcennější právě unikátní úpravy a prvky. Ty nejobdivovanější jsou však současně nejčastěji napodobovány. Hodnota jedinečnosti je dána právě vzácností nebo unikátností objektu a jeho vlastnictví je pak důkazem schopností majitele. Opakování a napodobování tuto hodnotu devalvuje, což platí i u zahrad. Předměty touhy a jejich podoba se proto proměňují; právě z toho důvodu jsou krásné zahrady tak různé a invence tak ceněná.
Pokud by hlavní funkcí zahrad a parků bylo odpočinout si v lůně přírody, nevznikaly by a jistě by celá století nevládly parky založené na geometrických principech se zářivými barvami, oslňující architekturou a blyštivými doplňky. Úkolem těchto úprav je oslnit návštěvníka bohatstvím majitele, pravidelné rozestupy pak mají již od starověku implikovat odpovídající majitelovy vlastnosti, jako je dokonalost, přesnost, kázeň a pořádek.
Pokud by hlavní funkcí parků a zahrad bylo poskytnout majiteli zdroj potravin, nevznikaly by okrasné zahrady a parky. Plody zde v mnoha případech ty jedlé jen napodobují. Velké a bohaté květenství může opravdu navozovat očekávání hojnosti. Nicméně v tomto ohledu je zahrada jen obraz, napodobení.
Pokud by zahrady totiž skutečně měly odrážet přírodu a přirozenost, nebyly by vždy, i ty přírodní, venkovské, či anglické, svého druhu divadlem, okázalým dramatickým uměním využívajícím především barvy, kontrasty, romantické a atraktivní prvky, vodní hladiny a vodní toky v zelených kulisách. Podobně jako divadlo se zahrada spoléhá na zručnost svých nejschopnějších umělců, kteří co nejvěrohodněji vyvolávají umělými nádržemi dojem říčních meandrů a pomocí záhonů iluzi kvetoucích luk. Zahrady nejsou věrnou napodobeninou přírody. Ve skutečnosti probouzejí pocity a vzpomínky, podobně jako je tomu u jiných uměleckých prací. Napodobení přírody, jakkoliv dokonalé, by bylo bezúčelné. Pozorovatel očekává emoce. Použití symbolů a vytváření efektů, vyvolávání sentimentu, radosti či krásného smutku má v kompozici právě tento účel, jak o tom hovoří už Repton. Skladba kompozice je prakticky scénářem, který architekt vytvářením parku či zahrady píše. Náznak, symbol, stylizovaný obraz má tak ve vztahu k podněcování emocí větší význam než vytváření skutečně reálných situací. To je u zahrad 20. století zjevné.
Některé byly vytvářeny jako příběh, další jako živé náboženské knihy. Schopnost zahrad vyvíjet se v čase a měnit se i během roku nebo dne je známá. Schopnost poutat pozornost, dávat svou úpravou vyšší smysl, který stojí za zkoumání, či být něčím víc než jen úhrnem záhonů, to vše je vysoce ceněno. Lidská touha naslouchat příběhům a poznávat nové věci je zřejmě bezedná. Požadovanou kvalitu, tj. vyprávět příběh, však nemusí naplňovat jen sled symbolů dávajících nějaký význam, tvarované keře, obrazy a sochy rozmístěné v parku. Po zahradě celý rok zelené a plné květů mnohdy majitel touží zcela stejně jako po zahradě, která se od jara do podzimu mění a vyvíjí, kde některé rostliny vykvétají, jiné už plodí a další hynou. I z takového důvodu jsou ceněny i pláně trvalek spálených suchých mrazem. Poutavou dobrodružnou zahradou může být zahrada upravená ve stylu přírodní zahrady, vždyť na počátku 21. století je vítána právě možnost pozorovat přírodu a zvířata.
Tyto motivy tvorby zahrad lze prokázat v starověkých čínských zahradách, v japonských zahradách, zahradách středověku a devatenáctého století stejně jako v těch moderních. Všechny takto motivované úpravy mají v majiteli a návštěvníkovi vyvolávat potěšení a obdiv.

## Kulturní, sociální, politický a ekologický vliv
„Některé rostliny rodí a rostou, jsou-li dobře vyživovány; a další, naopak, raší z odpadu a materiálů zcela různých. Kultivace způsobí, že… …vytváří plody dobrými k jídlu. …(tyto) se nazývají zdomácnělé rostliny…

…Proč je tymián v Attice tak hořký, zatímco všechny ostatní plody jsou tak sladké? Není to proto, že půda Attica je lehká a suchá, takže rostliny v ní nenajdou mnoho vlhkosti? …

…Proč myrta promnutá mezi prsty jak se zdá, má lepší vůni, než když se není rozemnuta? Je to to stejně jako s hrozny, z nichž se svazky sklizené z vinice se zdají být sladší než ty, utržené z podnože?“ Aristotelés (384–322 př. n. l.)

Kulturní vliv zahrad na vývoj lidstva je zaznamenán od starověku, existence zahrad ovlivňuje literaturu i jiné směry umění, básníci (George Gordon Byron například prosazoval architekturu anglického parku proti francouzskému baroknímu stylu) a umělci často ovlivňují styl zahrad. Politikové ve starověku díky zřizování veřejných zahrad a parků získávali přízeň poddaných nebo podřízených. Zahrad a parků si ve Francii majitelé více cenili než paláců u nich ležících. Majetní lidé dávali ještě v devatenáctém století najevo svou moc, invenci a majetnost právě úpravami zahrad.
Odpor k pravidelným zahradám byl na přelomu 18. a 19. století v Evropě celospolečenským jevem a vedla se veřejná a zcela vážná diskuse, plná osobních sporů, zda jsou správné zahrady pravidelné, nebo nepravidelné. Florimánie ve starověkém Římě musela být omezena zákonem a posedlost holandskými tulipány v devatenáctém století otřásala Evropou. Šlechtitel růží David C. H. Austin byl za své dílo povýšen do šlechtického stavu, získal Medaili cti a stal se nositelem Řádu britského impéria. Ve dvacátém století po dvou světových válkách byla zahrada vnímána jako místo k pěstování potravin, méně často místo pro aktivní odpočinek. Zahrady upravené jako pravidelně kosené trávníky, jsou na počátku 21. století považovány za ekologickou hrozbu omezující druhovou rozmanitost a přírodní zahrady jsou propagovány jako osobní přínos pro život na této planetě. Význam zahrad je zřejmě nejlépe vykreslen častým použitím slova „zahrada“ v přeneseném smyslu pro pojmenování sdružení, aktivit nebo komerčních objektů a projektů.
Zahradní terapie se rozvíjí ve Spojených státech amerických již od 80. let 20. století. Je součástí psychologických metod práce s tělesně postiženými, stejně jako například aromaterapie.
Tvorba a údržba zahrad měla velký vliv na formování sdružení a spolků. Na území ČR to byl například Český zahrádkářský svaz, ve Velké Británii Arts and Crafts movement a The Royal Horticultural Society nebo ve Francii Fronta za osvobození zahradních trpaslíků. Zahrady lze vnímat jako objekty zájmu, které jsou pro lidskou společnost dlouhodobě poměrně důležité.
V Severní Americe se v pátek před Dnem matek slaví svátek „National Public Gardens Day“. V roce 2009 ho neziskové organizace založily s úmyslem zvýšit povědomí veřejnosti o vzdělávacích zdrojích veřejných zahrad a podpořit místní komunity. Upozorňuje na programy, jako je ochrana původních rostlin, ochrana vodních zdrojů či zachování zelených ploch a zahrádkářství.

## Historie

### Starověk
Mezi starověké civilizace jsou řazeny první vyspělé lidské společnosti, které rozkvétaly v oblastech Sýrie, Palestina, Fénicie, Malé Asie, Mezopotámie, Íránské vysočiny, Egypta a Arábie. Toto období je ohraničeno koncem pravěku ve 4. tisíciletí př. n. l. a vpádem Arabů v první polovině 7. století. První zemědělci se v oblasti Předního východu usadili někdy v 8. a 9. tisíciletí př. n. l. Kolem roku 7700 př. n. l. se začaly utvářet první usedlé agrární společnosti. Vznikla zde nejstarší známá města světa a také vznikaly první zahrady.
První zmínky o zahradách v oblasti Přední Asie pochází z období 4000 l. př. n. l. Tyto zahradní úpravy mají zřetelné rysy pravidelné úpravy. Jsou osově souměrné, převládají geometrické linie, výsadby jsou zřetelně ve sponu. V zahradách přední zahrady lze najít prvky jako záhon, živý plot, geometricky upravený bazén, fontána, kanály, alej, terasa, sochy, umělé zavlažování. Do oblasti přední Asie je někdy také umisťována mytická rajská zahrada. Bývá ztotožňována s rozsáhlými pozemky v starověké Persii označovanými jako paradis, které však sloužily jako lovecké obory pro lovení zvěře.
V egyptské milostné básni je popisována zahrada následovně:

„Rákosí v zahradě se zelenalo, a všechny keře kvetly.

…

Zralé broskve v zahradě se podobaly bronzu

a háje se leskly peckami mandloní.“

Egypťané podle nalezených důkazů ale záměrně pěstovali nejen okrasné a ovocné dřeviny, koření a byliny, ale i květiny a zeleninu.
Homér u nějž se předpokládá, že žil v období mezi léty 1200 až 700 př. n. l., popisuje v Odyssee zahradu takto:
„Přímo za dveřmi je velká zahrada, keře jsou na každé straně u vchodu… rostou tu vysoké kvetoucí stromy, hrušně a granátová jablka, a jabloně se světlými plody a sladké fíky a olivy…. Tyto stromů nikdy nepřestávají plodit, ani v zimě nebo v létě, vyrůstají po celý rok. Foukání větru ze západu sklidí vždy nějaké ovoce, aby se urodilo a dozrávalo další. Hruška na hrušce voskovatí, jablko na jablku, ano, nahloučené bobule dozrávají v hroznu, fík po fíku.… Tam taky, běží vyvýšené linie všech druhů záhonů… a jsou tam i dvě kašny vody, odkud proudí voda ke všemu na zahradě…“
Xenofón (444–359 př. n. l.) popisuje rozhovor Sokrata a Critobuluse, kdy Sokrates říká, že v některé části Persie je velký princ nazývaný satrapa, který v každé zemi, kde se usídlí, nebo stráví trochu času, postará se, aby vyrostly vynikající zahrady nazývané Paradeisioi, plný všeho druhu květin a rostlin. Také popisuje ohromení řeckého vůdce Lýsandra, když mu perský vládce Kýros ukázal svoji zahradu
„…byl oslněn krásou stromů, pravidelností jejich výsadby, rovnoměrnost jejich řad, a jejich pravidelnými úhly jeden k druhému, nebo jedním slovem krásným trojsponem (quincunx), v jakém byly vysazeny a jejich nádhernou vůní… Lýsander nemohl přestat vychvaloval krásu seřazení stromů,… Kýros mu odpověděl: Všechny stromy, které jste zde hle, jsou zde z mého příkazu. …vyměřil jsem a upravil půdu pro pěstování těchto stromů, a mohu vám některé z nich, které jsem zasadil vlastníma rukama dokonce ukázat.“
John Claudius Loudon (1783–1843) v rozsáhlé publikaci zabývající se i historií zahradnictví píše : Římané se naučili zahradnictví od Řeků a Řekové od Peršanů a tak postupovalo jako každé další umění od civilizací východu na západ. Z dalších informací v encyklopedii vyplývá, že je tím míněno nejen využití zahrad jako míst odpočinku, ale zejména jako míst sloužící k reprezentaci. Lze pouze předpokládat vysoce pravděpodobné ovlivnění zahradní architektury v Středozemí egyptskými zahradami, zejména v souvislosti s kontakty řecké kultury s vyspělou kulturou starověkého Egypta.
Mezi kulturně vyspělé oblasti v Asii, které už ve starověku vynikaly tvorbou zahrad patří kromě Koreje, Japonska a Indie i Čína. Některé způsoby tvorby zahrad v této oblasti byly vzájemně přejímány a celkově s ohledem na kulturní kontakty tak lze najít více podobností než rozdílů. Zahrady v Asii měly často náboženský charakter, spíše než rekreační a více než v Evropě je použito objektů - symbolů. Také v Asii jsou nejstarší zmínky o zahradách známy především z legend, podobně jako je tomu ve Středomoří nebo u evropských pohádek. V těchto legendách se odráží jak druhová skladba zahrad, tak zahradní kultura a obdiv ke kultivovaným zahradám, které patří nejcennějším částem paláců.

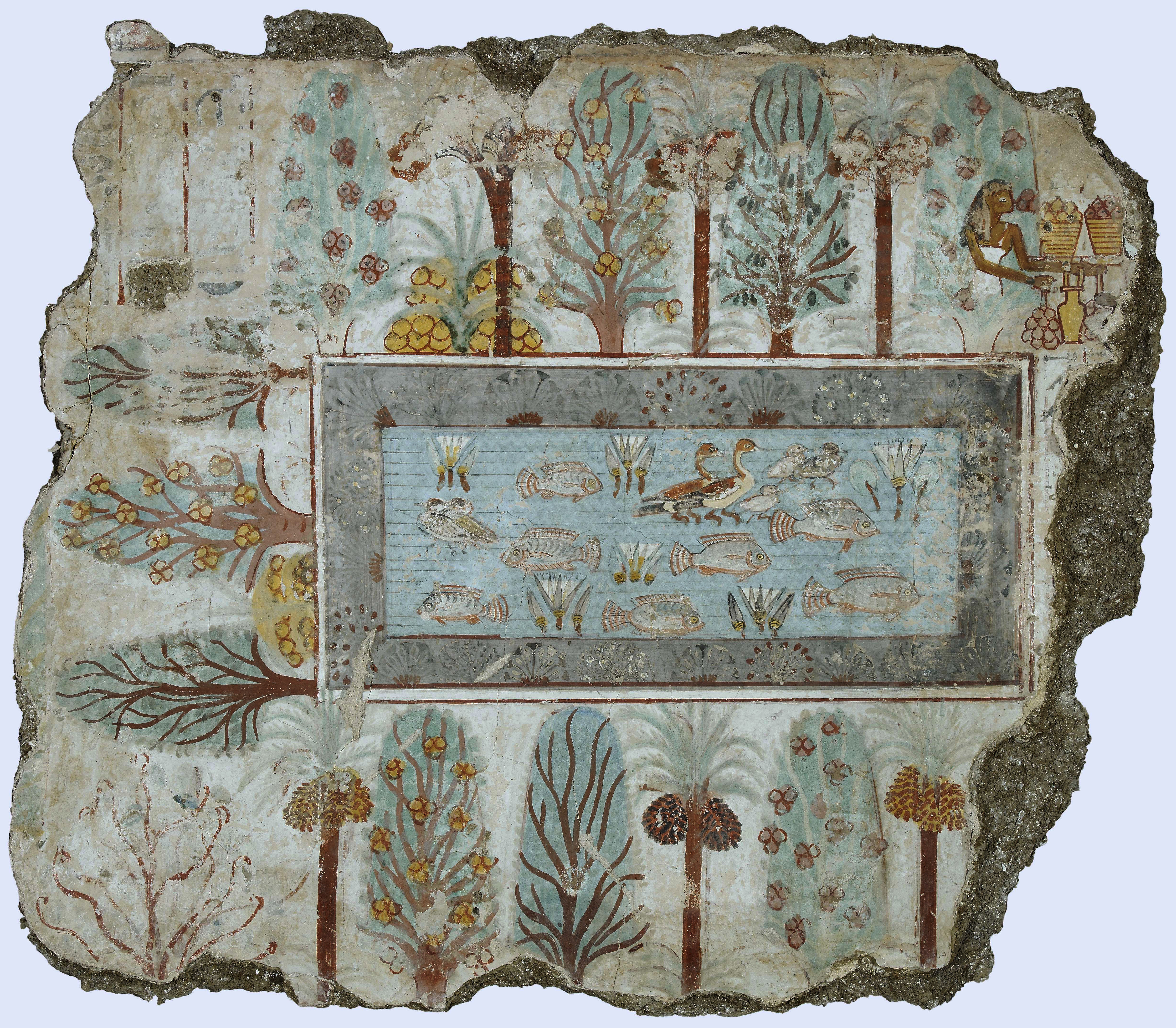
Nádrž v egyptské zahradě

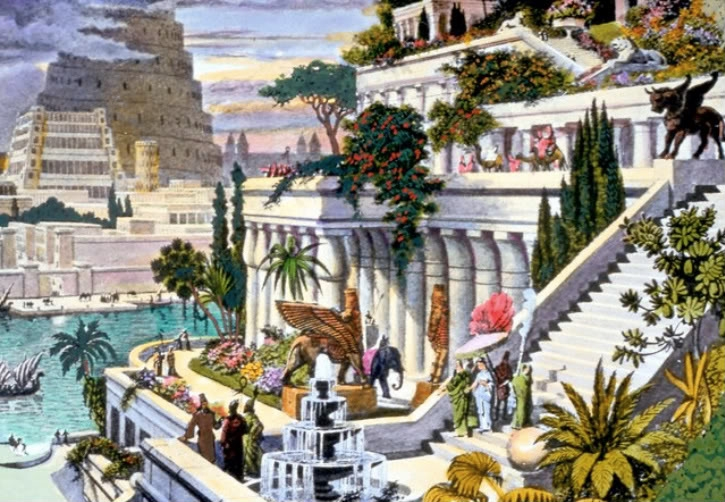
Visuté zahrady Semiramidiny.

#### Babylón a Asýrie
Diodóros Sicilský (50 př. n. l.) píše:
„Visuté zahrady Semiramidiny nebyly vystavěny Semiramis, která založila město, ale pozdějším vládcem nazývaným Kýros, kvůli kurtizáně, která byla z Persie. Vytvářela louky na vrcholcích hor, požadovaných králem. Zhotovovala umělé výsadby, aby napodobila Perskou zemi. Tato zahrada, byla 400 stop čtverečných velká a stoupala až na vrchol hory, kde byla budova a otevřené místnosti jako je u divadla. Podle schodiště byly postaveny nad sebou oblouky, mírně vystoupavě, které podepírají celou zahradu. Nejvyšší oblouk, na kterém leží celá plocha zahrady, byl 50 loktů vysoký. Zahrada samotná byla obklopena cimbuřím a valy. Stěny byly z velmi silné, postavené s nemalou péčí a náklady, jsou silné 22 stop, a každý pískovcový kámen je 10 stop široký. V několika patrech této stavby byly položeny trámy a velké kameny, každý 16 stop dlouhý a čtyři široký. Střecha nad tím vším byla nejprve pokryta rákosím zalitým množstvím síry (nebo asfaltu), a na to pak byly položeny dvojitě dlaždice spojené tvrdou a odolnou maltou. Nad tím vším byly položeny pláty olova uložené tak, aby odváděly vodu a také aby nehnily základy. Při vším byla položena zemina, která měla hloubku dostatečnou pro růst největších stromů. Když byla položena půda rovná a hladká, byla osázena všemi druhy stromů, které jak pro krásu, tak i pro velikost může potěšit diváky. Oblouky, které stály nad sebou vytvořily mnoho majestátních prostor všeho druhu a pro všechny účely. Byly tam stroje které přiváděly velké množství vody z řeky Eufrat prostřednictvím potrubí, tak aby bylo skryto před diváky. Toto potrubí vodu vyvádělo stavbou až na úroveň zahrady.“
Visuté zahrady Semiramidiny byly považovány za legendu a div světa. Zbytky odpovídající jejich popisu zřejmě znovuobjevil Robert Koldewey (1855–1925). Visuté zahrady nad většími a nákladnějšími stavbami vynikají originalitou, jedinečností, technikou, řešením stavby, důmyslností čerpacího zařízení a krásou. Irácká Památková správa v roce 1964 Semiramidiny visuté zahrady v Babylónu měla v úmyslu rekonstruovat, ale po postavení základů práce pro vysoké náklady ukončila.
Popisovány jsou také visuté zahrady v Ninive, kde je měl dát vybudovat asyrský král Sinacherib, který mimo jiných měst dobyl i Babylon. Ninive bylo také nazýváno Nový Babylon. Dalšímu výzkumu brání válečný stav v lokalitě.

#### Egypt
Egyptská zahrada je poprvé zmiňována v době asi 4000 př. n. l. Domy, paláce, chrámy a kaple v obrazech z hrobů v Egyptě mají téměř vždy zahradu. Velmi často se na malbách v hrobkách nachází celek, jehož vzhled je podrobně propracovaný, takže lze získat dost dobrý přehled o různých typech zahrad v období Nové říše a dají se dokonce podle takového obrazového svědectví i rekonstruovat. Vrcholu úpravy zahrad v Egyptě dosahují v Egyptě v letech 1530–1350 př. n. l. Součástí zahrady býval zavlažovací systém, který ji rozděloval na pravidelné části. Toto rozdělení bylo základem pravidelných zahrad. Cesty a živé ploty ze stálezelených dřevin ji dále členily na pravoúhlé obrazce. Uprostřed zahrady býval pravidelný bazén, který mohl být různé velikosti podle zámožnosti majitele. Bazény ve faraonových zahradách byly tak velké, že bylo možné se v nádrži projíždět na plachetnici. Součástí některých zahrad byly také vodotrysky. Nejobvyklejší součástí egyptských zahrad bylo stinné stromořadí, které je typické pro většinu egyptských zahrad. Zahrady byly obehnány vysokou zdí s jediným vchodem.
V zahradě mohla být i více než jedna nádrž a zahrada mohla být rozdělena do částí. V jednom případě měla zahrada v přední části obdélníkový rybník souběžně s řekou, kdežto druhá část ve střední oblasti byla obehnána zdmi a osázena stromy, mezi nimiž byly patrně i vzácné druhy.

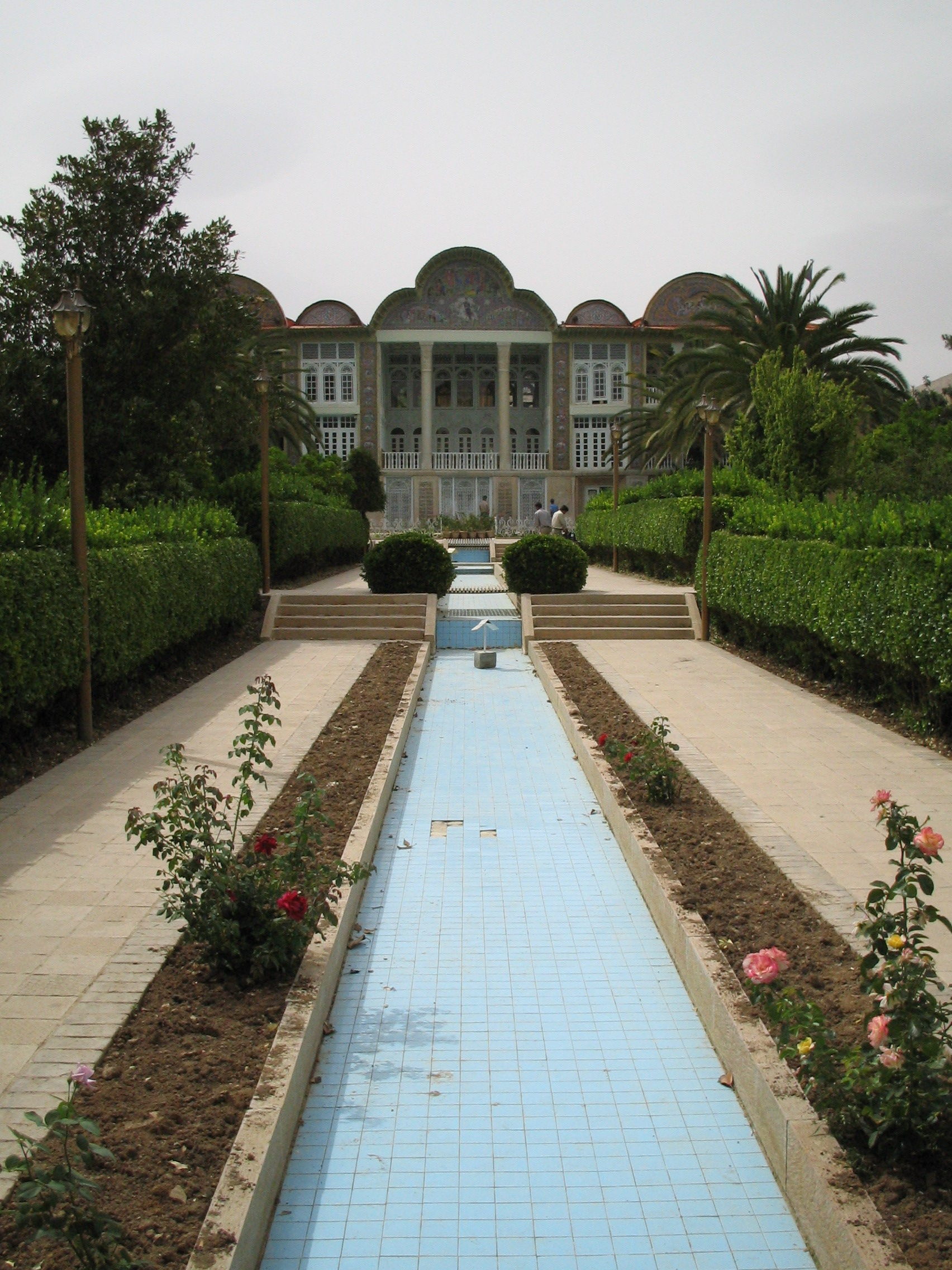
Typická perská zahrada - Bagh-e-eram shiraz.

#### Persie
Perské zahrady mohou pocházet počátku období 4000 př. n. l. Zahrada je s typickou osovou linií vytvářenou vodní nádrží nebo tokem a symbolizuje ráj, podobně jako je tomu u mnoha úprav zahrad ve starověku. Zdobená keramika z té doby zobrazuje typický plán perské zahrady. Obrys zahrady v Pasargad, postavený kolem 500 př. n .l, je dodnes viditelný. Pod vlivem zoroastrismu se voda v umění stala důležitější. Tento trend se projevil v zahradního designu větším důrazem na fontány a rybníky v zahradách. Perská zahrada se vyvíjela se do současné doby pod různými vlivy, základní principy ale byly jen málo změněny.
Během arabské okupace, estetika v zahradě rostla na významu. Příkladem je Chahār Bāgh (چهارباغ), forma zahrady, která se snaží napodobit ráj, se čtyřmi řekami a čtyřmi kvadranty, které představují svět. Konstrukce někdy rozšiřuje jednu osu delší než příčné osy, a mohou představovat vodní kanály, z nichž každá vede přes jednu ze čtyř zahrad a jsou spojeny v centrální nádrži.
Invaze Mongolů z Persie ve třináctém století vedla k využití dalších ozdobných objektů v zahradě. Mongolská říše zavedla tradici perské zahrady v dalších částech světa, zejména v Indii. Novodobý div světa, hrobka Tádž Mahal je ztělesněním perské představy ideální rajské zahrady.
Evropská zahradní architektura začala ovlivňovat Persii koncem 18. století, zejména barokní úpravy tehdy běžné ve Francii. Západní vlivy vedly ke změnám ve využívání vody a druhů použitých rostlin.

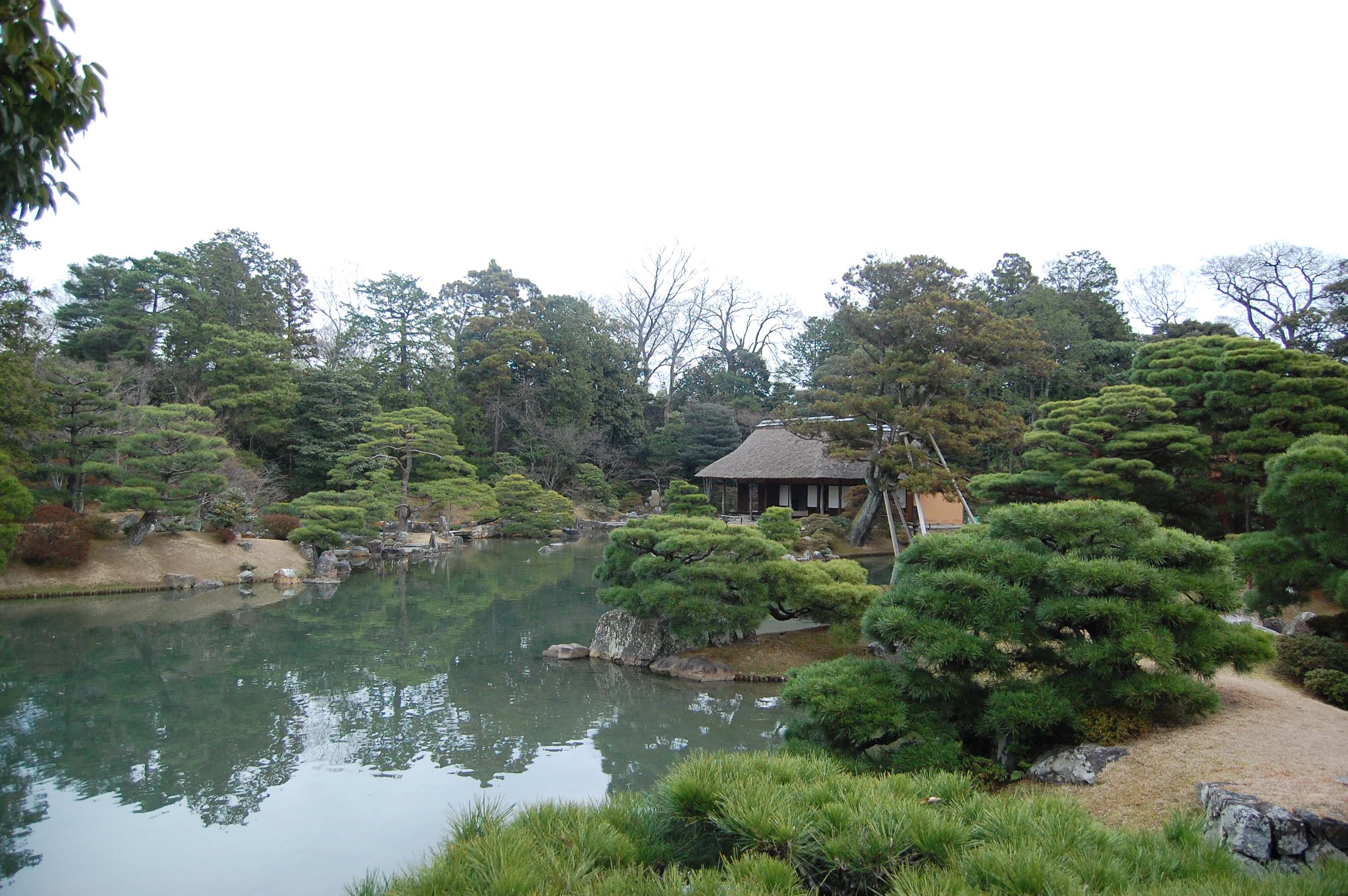
Palác Šókin-tei (松琴亭 („Borovice a lyry“) v areálu císařské vily Kacura v Kjótu

#### Japonsko
Japonská zahrada je způsob úpravy okrasné zahrady. Kořeny úprav, dnes považovaných za tradiční, sahají od animistických náboženství. Určující zde dále byly čínské a korejské vlivy z období Nara (710–794) a Heian (794–1185). Po dlouhé době napodobování si ale japonská zahradní architektura rozvinula mírně odchylnou estetiku ovlivněnou příchodem zenového buddhismu.
Silný vliv na tvorbu zahrad v Japonsku měl především čajový obřad (ča-no-ju). Výchozí čínský vliv, který byl staletí Japonci kopírován, je stále jasně zřetelný v použitých prvcích i uspořádání. V Japonsku jsou upraveny jako parky a zahrady jak rozlehlé přírodně krajinářské zahrady, zahrady rezidenční a chrámové, soukromé. Za formu zahrad některými autory bývají považovány výsadby v mísách (bonseki a bonkei) a bonsaje či dokonce suiseki (水石), tedy umělecky ztvárněných kamenech a jejich kompozicích. Toto označení je však spíše přenesený význam slova zahrada.
Klasické japonské zahrady vznikly a byly tvarovány na základě náboženských vlivů. Vytváření zahrad v Japonsku má starou historii ovlivněnou šintoismem, buddhismem a taoistickou filozofií. V Japonsku byla dlouhodobě zahrada otázkou prestiže více, než kdekoliv na světě. Zbohatlík v Japonsku si až do dvacátého století nepořizoval, na rozdíl od Evropanů, automobily a obrovské domy s hejny sluhů, ale zvětšoval a zlepšoval svou zahradu, nebo získával novou.
Japonské zahrady jsou považovány za krásné po všechna čtyři roční období. Zima je pro Japonce v japonské zahradě stejně krásná jako jaro nebo léto. 

#### Čína

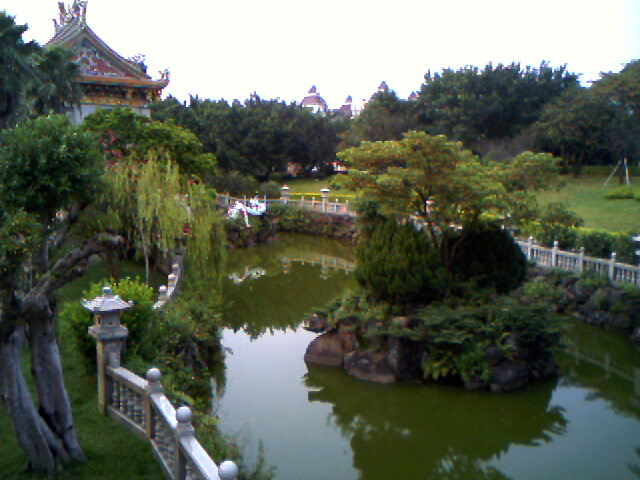
Tradiční čínská zahrada v Linkou, Tchaj-wan.

Čínská zahrada je typ zahrady typický pro čínský region. V čínské zahradě jsou určujícími prvky modelace terénu, dekorativní stavební doplňky, použité substráty, kameny a rostliny. Rostliny zde však nejsou tak zásadním prvkem jako u jiných druhů zahrad. Čínské zahrady jsou zhotovovány jako myšlené zobrazení vesmíru. Čínské zahrady mají úzkou spojitost s náboženstvím a mytologií,
Jednotlivé prvky, celek a části zahrady jsou zde interpretovány jako symboly, ale i sociální postavením majitele. V době svého rozmachu, stejně jako dnes, byly způsobem jak rafinovaně dát najevo inteligenci, organizační schopnosti, vytříbenost vkusu, zámožnost a postavení. Většina čínských zahrad byla luxusním zbožím, které prokázalo a posílilo postavení jejich majitelů.

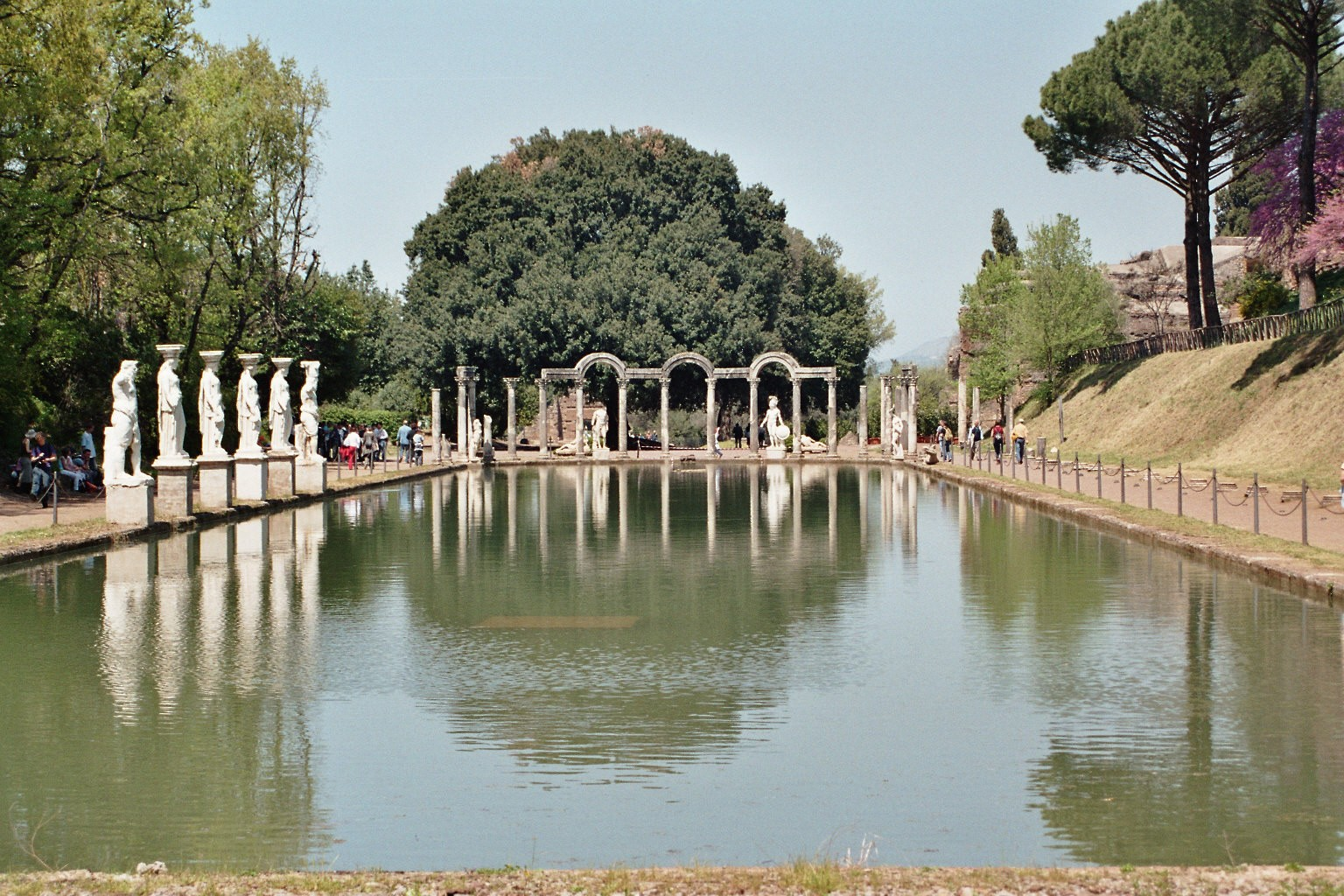
Canopus Hadriánovy vily, Hadriánova vila v Tivoli, Řím

#### Antika
Antické zahrady jsou výsledkem vlivů orientálních zahrad. Zahrady byly používány jako obytné. Římské zahrady se staly díky osobitému vkusu Římanů vrcholnými zahradnickými díly své doby. V dobách kolem 1. století n. l. Římané jasně odlišovali stylově, umístěním, skladbou a použitím zeleninové zahrady, užitkové sady, výsadby v okolí venkovských vil, rozsáhlé parky a malé městské zahrady. Nejvíce známé městské zahrady měly často pravidelný tvar a obvykle byly založeny jako pravidelné, geometrické zahrady. Využití zahrady jako součásti obydlí bylo ještě používanější než u Řeků. V zahradách se i spávalo. Uprostřed pravidelně členěného peristylu stála kašna anebo vodotrysk, cesty byly dlážděné, lemované květinovými záhony. Na pravidelný architektonický styl římské zahrady výrazně odkazují zahrady a zahradní styly v celé Evropě až do konce 18. století. Větší parky měly části podobné holandským a francouzským barokním zahradám, avšak v dalších částech jsou podle popisů zahrady nápadně podobné přírodně krajinářským parkům. V okrasných zahradách se nacházely ovocné dřeviny zcela výjimečně. Prakticky u každého obydlí byla zeleninová zahrada, za jejíž stav zodpovídala hospodyně. Při pěstování květin i zeleniny Římané například používali rychlení a oddalování kvetení a plodnosti, tak jak je tomu dnes.

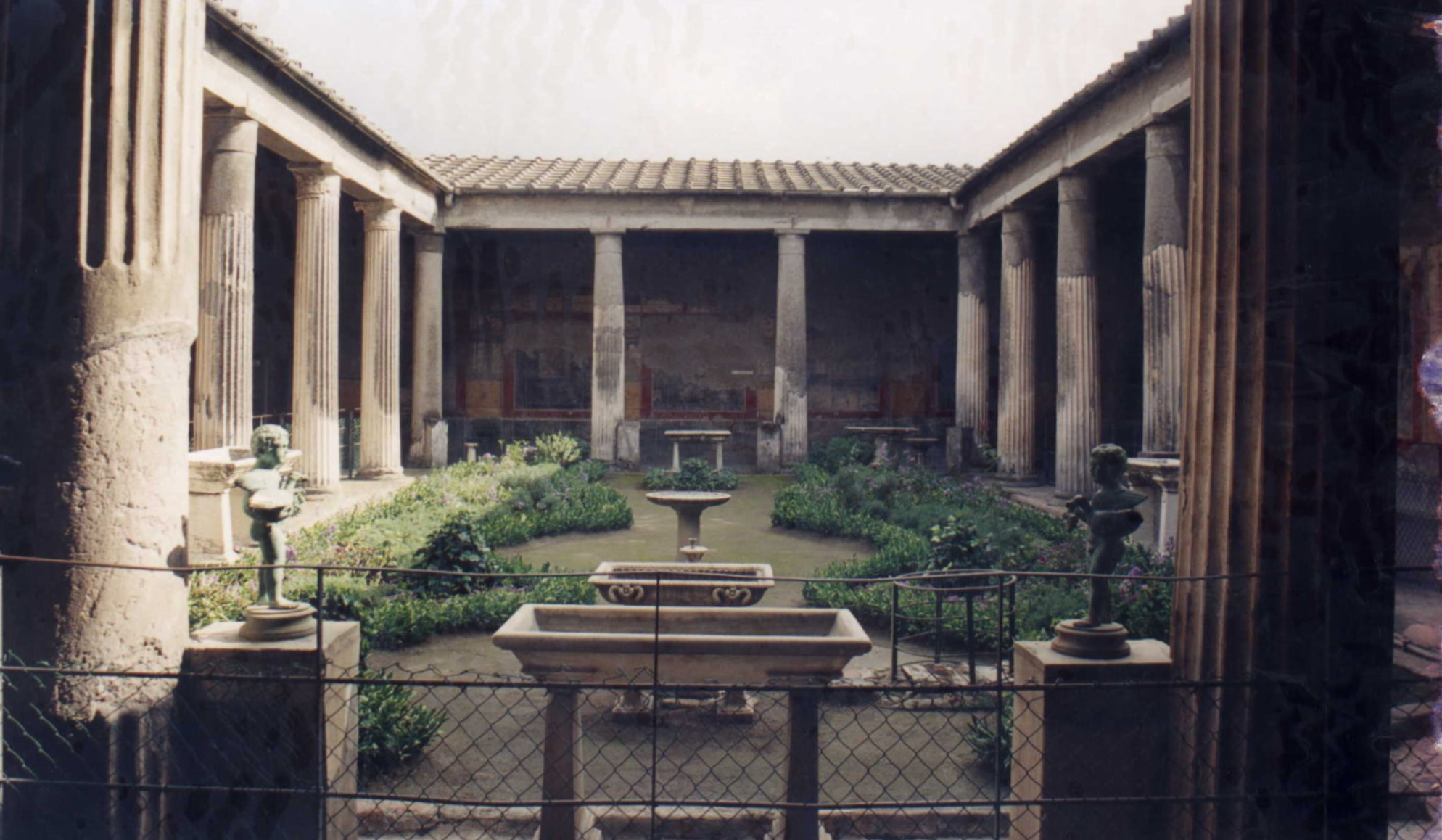
rekonstrukce zahrady Vettii, září 2000

Výstavba parků pro veřejnost byla také výrazem politické prestiže zadavatele a způsobem politického boje. Rozsáhlé soukromé okrasné zahrady byly předmětem kritiky jako projev marnivosti. Obliba zahrad a kvetoucích rostlin byla rozšířena mezi všemi vrstvami obyvatel a použití kvetoucích rostlin muselo být dokonce omezováno zákonem.

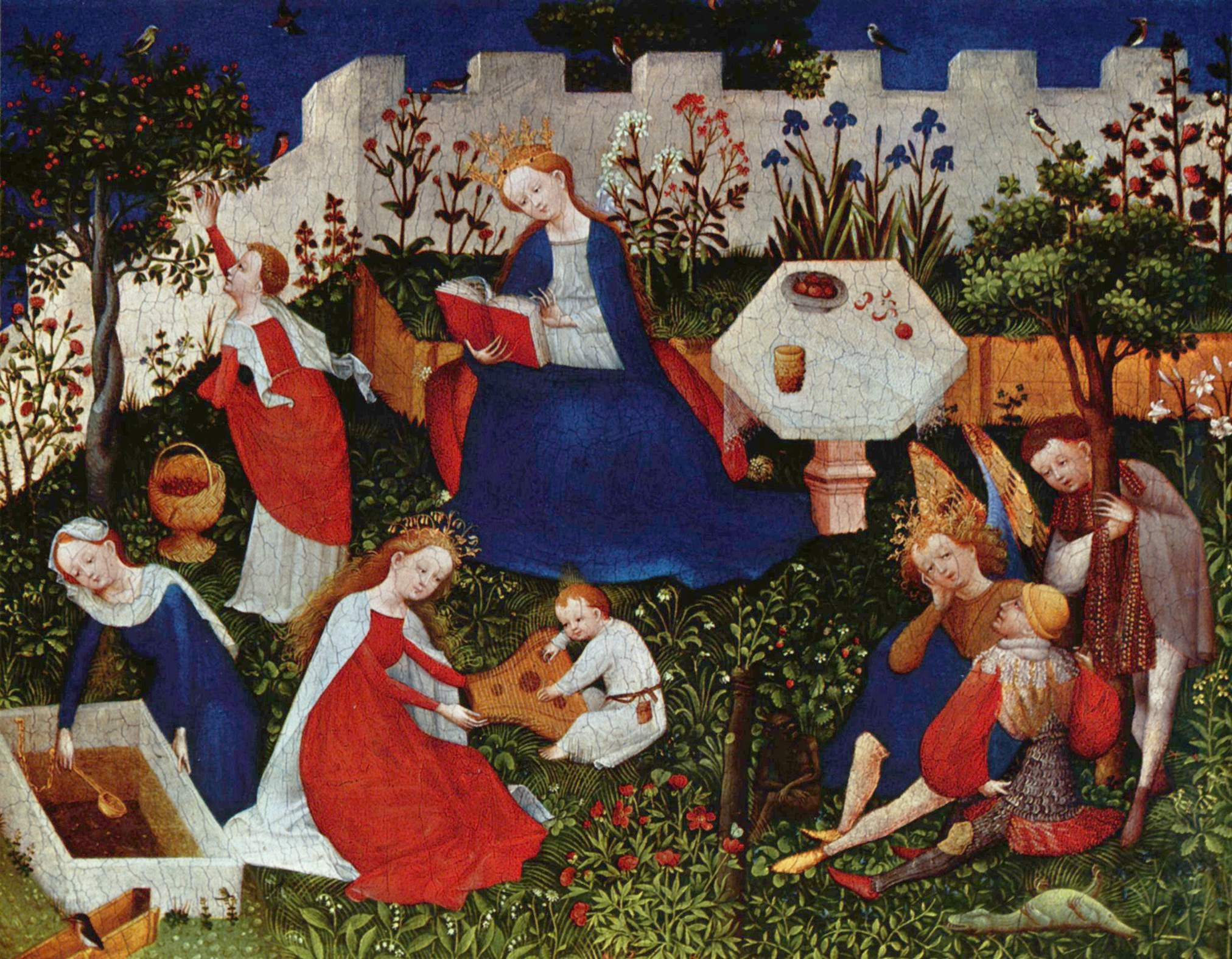
Scény z rajské zahrady :Marie v uzavřené zahradě se svatými

### Středověk
Zahrady v období středověku, ve stylu typickém pro Evropu, v období přibližně od 5. století do začátku renesance v 14. století, navazovaly na předchozí období, ale vyvíjely se do formy, která byla odlišná. Ačkoliv na různých místech v Evropě byly zahrady upraveny rozdílně, bylo možné vysledovat podobnosti, dané především kontextem doby. Zahrada v tomto období byla určena k výukovým účelům, k reprezentaci, pěstování potravin, léčivých rostlin a volnočasovým aktivitám, nebo byla rozdělena na jednotlivé části, které byly takto zaměřeny.
Středověké zahrady v Evropě jsou především malé, jednoduché, obezděné geometrické zahrady, vyznačující se pravidelností, nebo i symetrií. Středověká zahrada, nebo takto koncipovaný park, je stejně jako egyptská, římská a perská zahrada zjevně a zřetelně ohraničena budovami a zdmi. Na zdech někdy mohou být namalovány zjednodušené motivy nebo krajiny. Středověká (víceméně) okrasná zahrada byla někdy nazývána Hortus Conclusus, což je latinský termín a znamená doslova "uzavřená zahrada". Rostliny v zahradě byly používány jako květinové dary u oltářů (podobně jako ve starověkém Římě) a jako léčivky. Skutečné okrasné zahrady byly považovány za hříšné, neboť platilo obecné pravidlo ozdoba je hřích.
Zahrada Hortus Conclusus bývala zobrazením Panny Marie, matky Boží, podle křesťanské symboliky. Symbol panenství Ježíšovy matky Marie ve středověkém a renesančním umění byl opakovaně a dlouhodobě znázorňovaný princip. Křesťanské náboženství postavu Panny Marie ideologicky propaguje jako vzor ženství a neposkvrněnosti (v tomto smyslu dobrovolného trvale nesexuálního chování).
Přestože obezděné byly už nejstarší egyptské zahrady, tak v období středověku se obezdění dostalo i symbolický, mystický význam. Použitím symbolů se Hortus Conclusus přiblížilo čínským a japonským zahradním stylům.

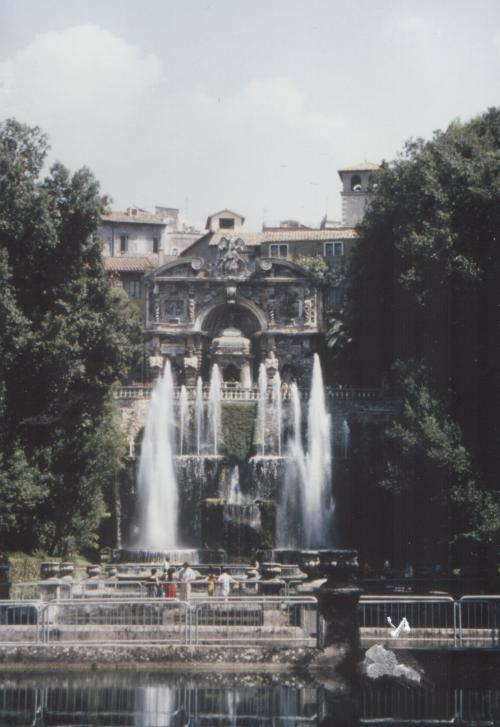
Villa d'Este Tivoli

### Renesance
Renesanční zahradní úpravy jsou symetricky organizované plochy, jejichž forma použitá poprvé v Itálii výrazně ovlivnila další budoucnost zahradní architektury. Vývoj italské zahrady od období renesance po baroko je zásadní zejména pro tvorbu vztahu budov a zahrady (Leon Battista Alberti to popisuje v knize De re aedificatoria). Nevýznačnější slohovou úpravou italského parku, nejvýraznějším stylem, je „italská terasovitá zahrada“ a právě ta je také často chápána jako styl italské zahrady (parku), jakkoliv se způsoby úpravy italského parku vyvíjely ve více podobách. Italská terasovitá zahrada byla rozšířena zejména na kopcích podél řeky Arno v oblasti Florencie. Byla inspirována římskými a neapolskými zahradami a spojovala jejich styl.

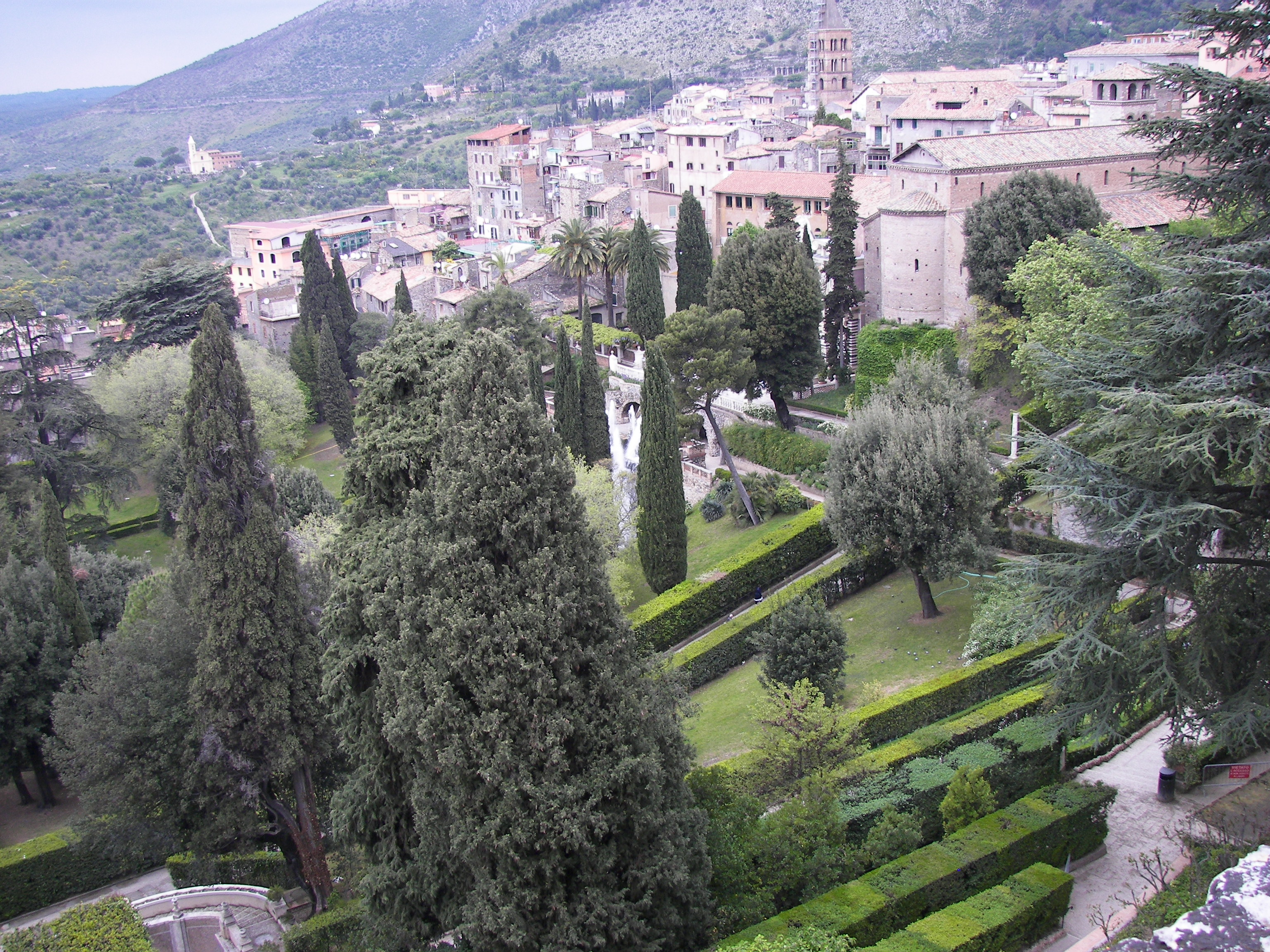
Villa d'Este Tivoli

 Hlavním rysem stylu italské zahrady je převaha architektonických prvků a předpokládaný svažitý terén. Zahradě dominovala budova zpravidla postavená na nejvyšším místě.
Italské zahrady dosáhly mimořádné úrovně v období renesance a dále se vyvíjely pod vlivem baroka.
Od 15. století zahrada v Itálii sloužila jako obytný prostor budovaný podle stejných hledisek jako celá stavba na jejíž půdorys navazuje. Na dvorech panovníků nesloužila jen obytným a dekoračním účelům, ale i jako sbírka rostlin, zoologická sbírka cizokrajných živočichů, často ptáků a hříček. Taková zahrada se někdy zvrhla v chaotickou změť a proto ji bylo nutné architektonicky cestami, zídkami, dřevěnými a živými ploty rozčlenit na jednotlivé sekce. Půdorys zahrady tak zůstává šachovnicovou skládankou. Řady monotónně se opakujících čtverců se obměňují jen ornamenty. Vnitřní část čtyřúhelníku má nejrůznější náplň. – trávník, užitkové záhony, drť, stříhané keře, bylinkářskou zahrádku. V šestnáctém století zahrady podléhají přísnějšímu geometrickému formování, přichází objev vlivu architektury rostlin na kvality zahrady, jsou objevovány vlivy a pravidla stavebních a rostlinných prvků.
Křížení cest akcentuje fontána, vodní nádrž, nebo tvarovaný strom. Nejnáročněji se upravuje giardinetto na terase před lodžií, nebo salou terrenou budovy. Leží na hlavní ose zahrady a je zpravidla totožná s hlavní osou domu. Závěr osy podtrhuje casino, grotta s kaskádou a fontána v náročně řešené nice, nebo theatron. Rybníčky, štěpnice, ptáčnice, zvěřinec a stromovky se umisťují na obvod reprezentační zahrady a tvoří přechod do volné krajiny. Prostory propojují loubí, pergoly a aleje, které vedou k vinicím a polím. Jedním z největších příkladů italské renesanční zahrady jsou zahrady Boboli, což je park u paláce Pitti ve Florencii.

### Baroko
Počátek barokních italských a francouzských parků se datuje do 16. století a příkladem vzoru barokních zahrad je úprava u paláce Pitti ve Florencii. Tento styl se přenesl do Francie. Vrcholem tvorby francouzských parků byl park u zámku Versailles, který pro Ludvíka XIV. vytvořil architekt André Le Nôtre.
Barokní zahrada měla reprezentovat moc a bohatství. Je pro ni charakteristická symetrie a napojení na přilehlou stavbu, která je zároveň zahradní kulisou. V baroku se zahrada oproti renesanci propojuje s okolní krajinou, její uspořádání je komplexní, zahrnuje mnoho funkčních i estetických prvků jako průhledy, vodní plochy, sochařská výzdoba i plochy pro různé aktivity.
Typicky park rozděluje několik hlavních cest, od kterých se pravoúhle dělí vedlejší. Cesty jsou zpravidla lemovány nízkými živými plůtky ze stálezelených dřevin. Hlavní, nejširší cesta obvykle vede středem, je hlavní osou. Největší plocha je naprosto přehledná a osázena jen nízkými plůtky a květinovými vzory, nejvýše pak přerušena několika ozdobnými stříhanými keři nebo výsadbou letniček na vyvýšeném záhonu. Na hlavní plochu navazuje mnoho menších ploch, naprosto oddělených živými ploty ze stálezelených dřevin, vysokých často 4 m. Vytvářejí tak intimní zákoutí. Zákoutí nebyla prázdná a stejná, ale v každém byl nějaký dekorativní prvek – socha či nádoba s atraktivní nebo vzácnou rostlinou. V parku byla často chována jako zpestření zvířata, např. pávi. Typickou stavbou jsou altány a pergoly. Francouzská zahrada napodobuje i stavby z venkova nebo cizích zemí, které samozřejmě musí odpovídat pravidlům symetrie a krásy. Takové stavby mohly vypadat i velice uměle a nepřirozeně, to však nebylo stylu francouzské zahrady na překážku. Umělost a nepřirozenost byla znakem kultivovanosti a ušlechtilosti. Někdy byla součástí zahrady i oranžerie nebo skleník s tropickými rostlinami, případně konírna. Francouzská zahrada dává najevo, že majitel je movitý a kultivovaný šlechtic.

### Anglický park
Společnost byla v 17. století přesycena přehnanou, stále se opakující pravidelností francouzských zahrad, které byly kritizovány ještě za života Le Nôtreho, a to i lordem Francisem Baconem, což potvrzuje například esej "Of the Garden" (kde obdivuje původní krajinu a kritizuje architekturu zahrady). Byla hledána nová vhodná forma. V období klasicismu se tak stává moderní úpravou anglický park, který je v mnoha směrech opakem barokního stylu.
Anglický park je stylem krajinářského parku nebo zahrady. Vznikl v Anglii na počátku 18. století pod estetickým vlivem čínských zahradních úprav a rozšířil se po celé Evropě. Nahradil formálnější, symetrické francouzské zahrady, vzniklé v 17. století jako hlavní zahradnický styl v Evropě. Zřejmě nejznámější postavou stylu anglické zahrady je Lancelot "Capability" Brown. Změny v architektuře zahrad a parků a jejich směr zcela korespondoval se změnami ve společnosti a kultuře té doby.
Během dlouhého období, kdy na velké části světa dominuje vliv anglického parku, je styl přírodních úprav s romantickými zákoutími vystřídán stylem s čínskými pavilonky, gotickými troskami, římskými, křesťanskými i pohanskými chrámy a sochami, pyramidami a sfingami, doupaty čarodějnic, strašidelnými domy a trpaslíky.
První zkomolení, zkažení anglického stylu přírodně krajinářského parku, říká Loudon, nastalo, když se tento styl stal módním a oblíbeným. Mělo se tak stát prokázanou pravdou, že „ve všech svobodných uměních je měřítkem míra geniality, nikoliv houf falešných následovníků, poplatných době.“ Bláznění po úpravách ve stylu přírodně krajinářského slohu bylo takové, že poptávka po skutečných umělcích s vkusem brzy převýšila jejich nabídku. Umění bylo zjednodušeno na mechanické úpravy a z nové podoby umění, zobrazujícího jednoduchost, eleganci, přirozenou přírodu, se stal systém přidávání doplňků a uplatňování pevných forem, který v podstatě byl méně různorodý než prehistorické formální styly. Umění přírodně krajinářských úprav bylo degradováno na tři formy úprav – „chomáče“, „pásy“, a jednotlivé stromy (clump, belt, solitera). Pravidla byla jednoduchá: umístěte pás po obvodu, rozmístěte shluky a jednotlivé stromy uvnitř. Pokud výsledek vypadá jako les, je náročná práce zahradního architekta ukončena. Tyto plány byly vytvářeny nejen místními umělci, ale hlavně jistým anglickým mistrem (míněno Lancelotem "Capability" Brownem), který na svých cestách sbíral zakázky na tyto plány, které kreslil po návratu. Neliší se od sebe úpravou, pouze velikostí. Jednotvárné produkty těchto mechanických úprav anglickému stylu brzy přinesly špatnou pověst. Vlastníci byli zesměšňováni, že vynakládají nesmírné částky k ničení starých alejí a lesů a vysazují na jejich místech malé shluky mladých stromů, z žádného jiného důvodu, než že je to moderní.

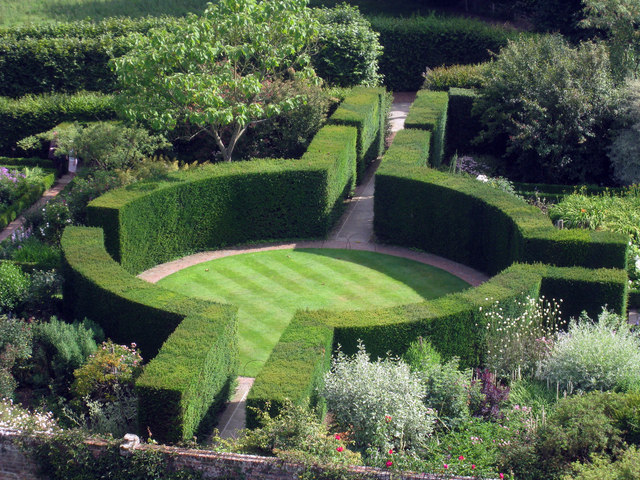
Sissinghurst Castle Garden, zahrady Vity Sackville-Westové

### Moderní zahrada
Během 19. a 20. století se pohled na zahradu měnil pod vlivem různých filosofických a výtvarných směrů, ale i vlivem konzumerismu a krizí. Ze zahrad, které měly při nákladné údržbě zdobit množstvím květů, kombinací barev a kompozicí prvků, se vyvinuly úpravy, které vytvářejí souhrny geometrických tvarů, jednoduchých symbolů a také okázalé úpravy dekorativním zpracováním hmot, světelnými a dalšími dramaticky či divadelně působivými efekty. Tyto projevy a posuny se tradičně ukazují ponejvíce v úpravách pro sociálně nadřazené skupiny obyvatel. V zahradách pro širokou veřejnost a střední vrstvy změna spočívá v napodobování vzoru se snadnější, často mechanizovanou údržbou a technologiích, omezujících náklady na údržbu (mulčování, pesticidy), a na počátku 21. století příklon k přírodě blízkým ideálům. Nové je u těchto sociálních vrstev preferování okrasných zahrad jako místa pro relaxaci.
V meziválečné době hnutí Arts and Crafts ovlivnilo i architekturu. Gertrude Jekyllová zavedla do zahradní architektury v mnoha směrech novátorské propracované úpravy ve stylu venkovské zahrady a prosazovala úpravy, které byly blízké přirozeným společenstvům rostlin.

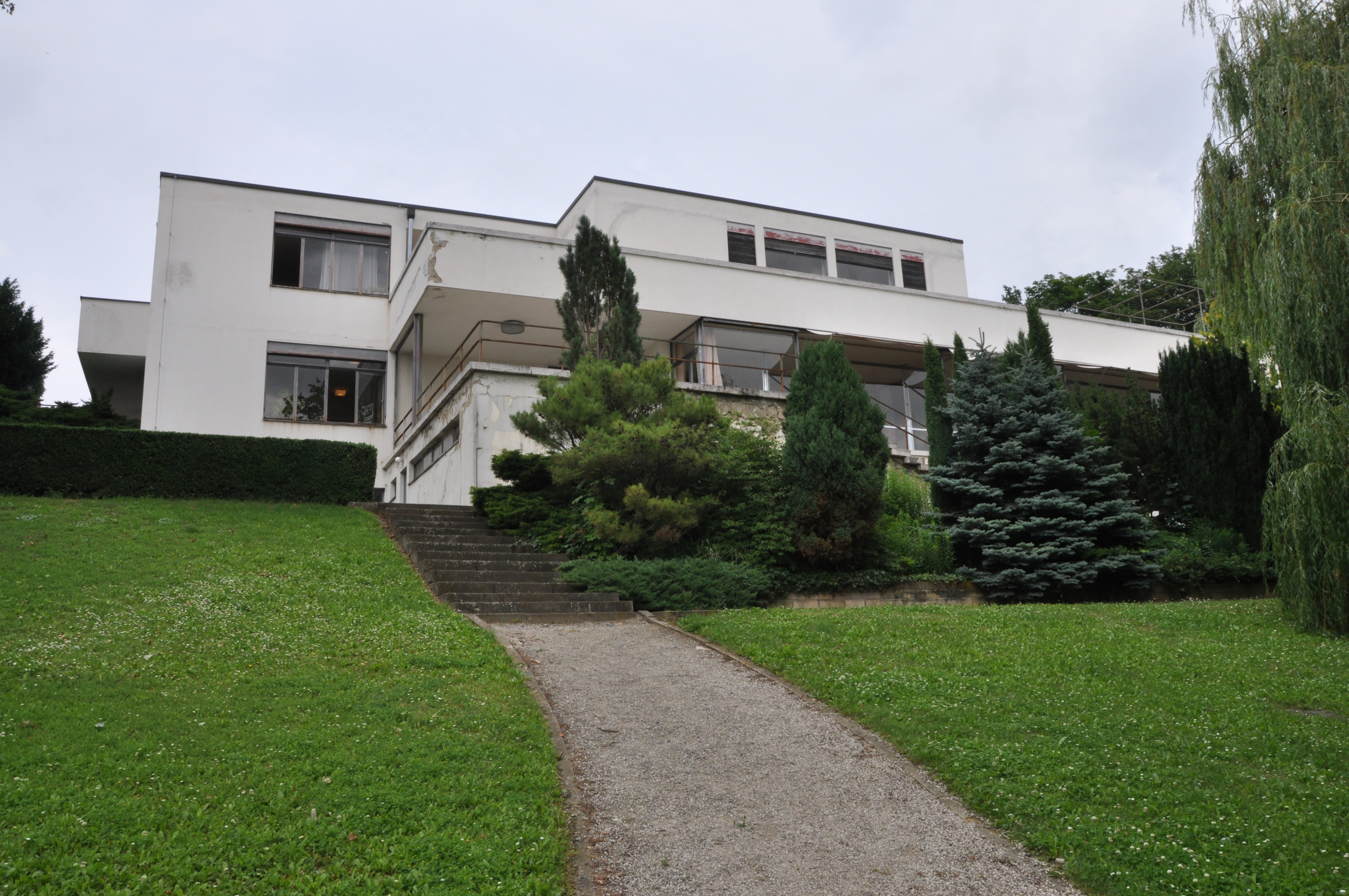
Vila Tugendhat, zahrada.

V období hospodářské krize, ve dvacátých a třicátých letech, i později, během poválečné rekonstrukce Evropy, byl funkcionalismus v mnoha zemích Evropy vedoucím architektonickým slohem. Pod vlivem architektonického směru, který se hlásil k filosofii „ozdoba je zločin“, „Dekorace je smyslné a primitivní povahy, stejně jako barva, a hodí se toliko pro nižší třídy, sedláky a divochy.“ byly vytvářeny jednoduché domy - „stroje na bydlení“ (Le Corbusier).
V třicátých letech v ČR byl ražen trend, že zahrada má být místem relaxace:„Ve stavebnictví a vnitřním zařízení jsme se již hodně oprostili ode všech drahých zbytečností, jen zahrada,… …,jest dosud útočištěm ustupujícího dekorativismu“ „Aby byl zajištěn co největší komfort majitele, musí zahrada obsahovat tři základní prvky: velký, rovný trávník, bazén, stromy, jež poskytují stín.“
Ve třicátých letech v Brně byla vystavěna Vila Tugendhat, která úpravou zahrady sice v mnoha bodech neodpovídá principům daného stylu, nicméně zřejmě vypovídá o výsadbách prováděných v tomto období a preferovaném vkusu tehdy sociálně nadřazené skupiny obyvatel.

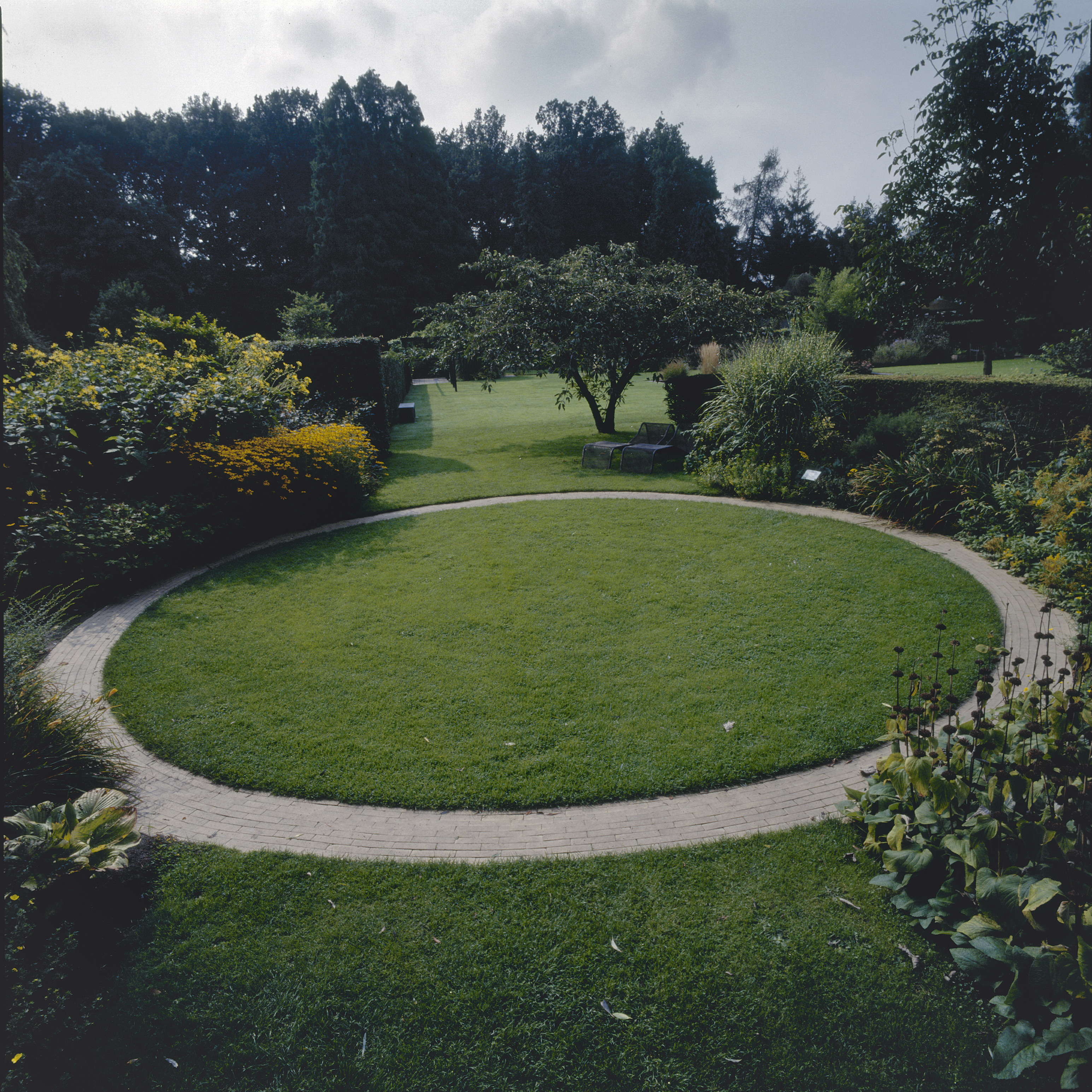
Zahrada upravená Mien Ruys.

Velmi jednoduchými a jasně členěnými, geometrickými  a přehlednými, „holými“ zahradami, oslovuje zákazníky i Holanďanka Mien Ruys. U výsadeb je zjevná snaha úpravou omezit nároky na údržbu. Ačkoliv u některých výsadeb používá trvalky v zajímavých kompozicích, právě jednoduché geometrické úpravy Mien Ruys, málo druhové pestré, jsou vnímány v souvislosti s moderní architekturou jako velký přínos.
V ČR v 70. letech je již naprostý nedostatek školkařských výpěstků. Tento stav vrcholí v osmdesátých letech, kdy na trhu chybí celé skupiny okrasných dřevin. Výsadby alejí v zahradách a parcích byly prováděny znovu v osmdesátých letech. Z prvků zahradní architektury byl používán a propagován živý plot.
Od konce 80. let 20. století v ČSSR postupně expanduje u soukromých staveb móda udržovaných trávníků spojená s kopírováním životního stylu USA. Od konce 20. století se v ČR prosazují u obytných budov okrasné zahrady a veřejná zeleň je udržovaná. Zelinářské zahrady mizí.

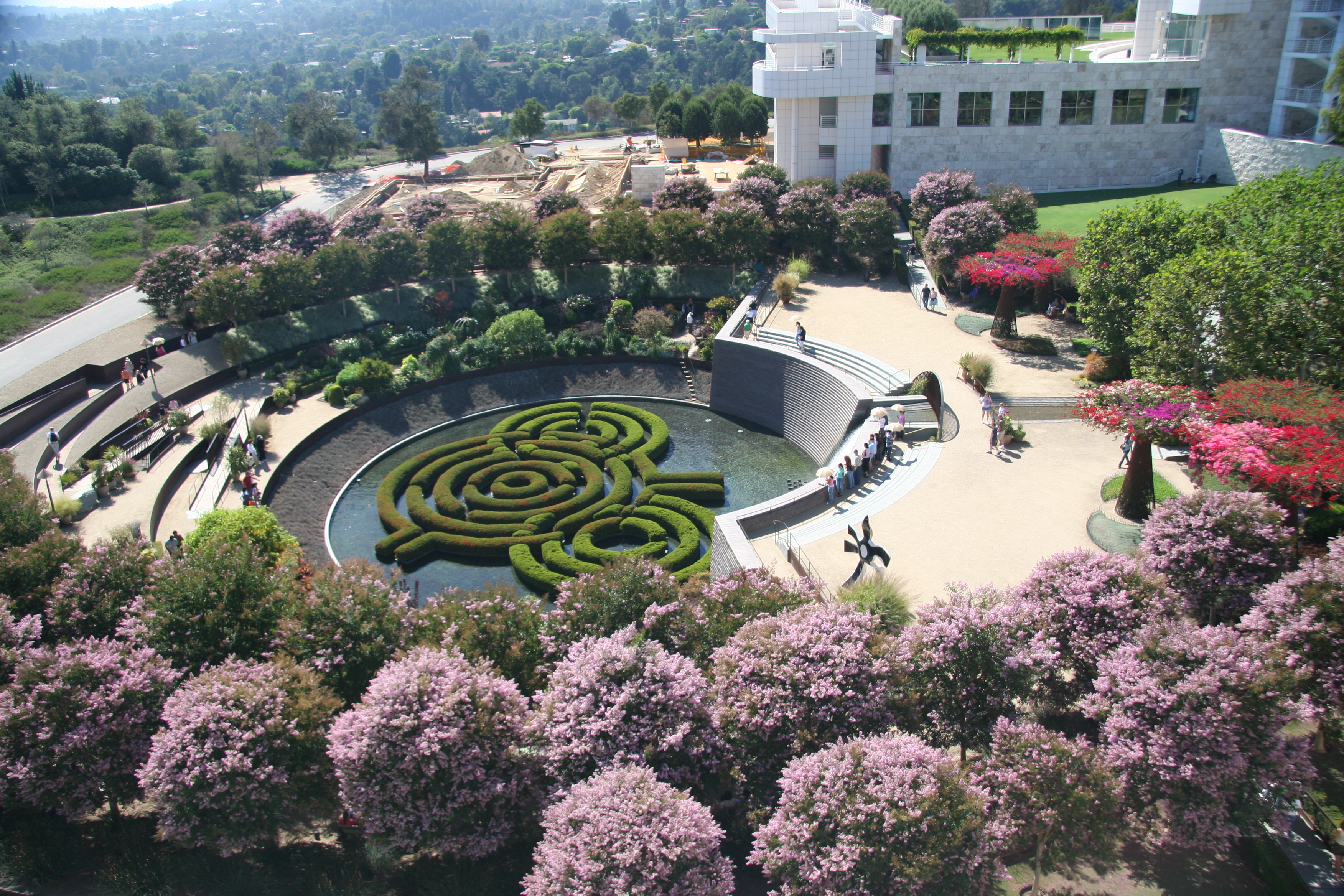
Zahrada v Getty Center v Los Angeles.

Od sedmdesátých do konce devadesátých let buduje v Jižní a Severní Americe Roberto Burle Marx nákladné parky a zahrady s neobvyklými, pestře barevnými vzory a měkkými liniemi, a stává se slavným. V tomto období zde rovněž působí Robert Irwin, který vytváří nákladné úpravy s geometrickými symboly. Známá je jeho úprava Central Garden v Getty Center v Los Angeles.

## Rozdělení zahrad
Zahrady lze teoreticky členit podle jasně daných a smysluplných kritérií. Často lze ale narazit na úpravy, které leží mezi jednotlivými typy, protože účel díla a využití prostoru, tedy požadavky uživatele, jsou v ideálním případě nadřazeny jakékoliv kategorizaci. Příkladem budiž parky, kde se prolínají renesanční, barokní a romantické vlivy. Za zahrady ovšem například nelze považovat sportoviště, ale sportoviště mohou být součástí zahrad.

### Podle účelu
- zeleninová zahrada – pro okrasné účely nebo účelově upravené výsadby zeleniny
- ovocná zahrada – úprava evokující ovocný sad
- okrasná zahrada – zahrady, které mají poutat pozornost vzhledem a neslouží výhradně jako sportoviště, ke skladování předmětů ani pro pěstování potravin
- obytná zahrada – malá zahrada tvořící místnost pod otevřeným nebem, obdoba římského peristylu.
- botanická zahrada – sbírka rostlin
- arboretum – sbírka rostlin
- veřejná zeleň u objektů je často upravena jako park nebo zahrada, obvykle poměrně jednoduše a někdy i bez celkové koncepce.
- zimní zahrada a oranžerie – skleník se stálezelenými rostlinami, který se užívá v zimě.
- hřbitov (zahrada mrtvých) upravený prostor určený k pietní vzpomínce.
- zoo upravený prostor určený k pozorování zvířat, jejich vzhledu a chování.
- slepecká zahrada

### Podle typu rostlin
Ačkoliv ve většině zahrad lze využít dřeviny a byliny mnoha taxonomických skupin, lze z nějakého účelu, například jako botanickou sbírku, vytvářet výsadby, kde se nachází jen jedna skupina.
- bylinková zahrada [28]
- květinová zahrada okrasná zahrada s květinami
- kaktusová zahrada [29],
- rozárium výsadba růží
- oranžerie venkovní nebo vnitřní prostor s nádobami s citrusy.
- zimní zahrada - skleník se stálezelenými rostlinami.
- iridárium a všechny další jednodruhové zahrady
- genový sad
- tropická zahrada
- zeleninová zahrada
- ovocná zahrada – úprava, evokující ovocný sad
- kamenná zahrada – termín, pod který lze zahrnout zahrady, kde velkou úlohu hraje množství nějak upravené a umístěné horniny

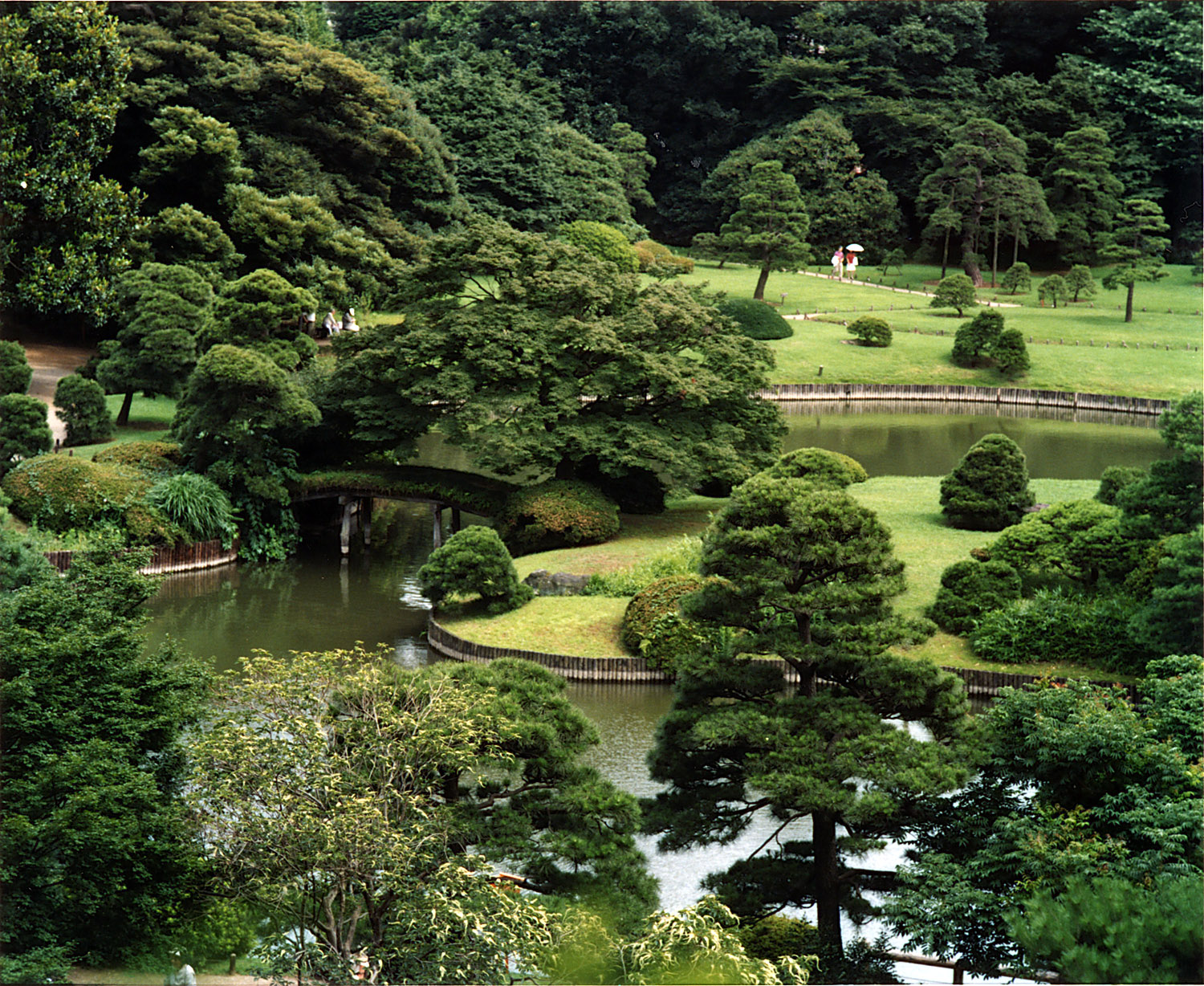
Japonská zahrada

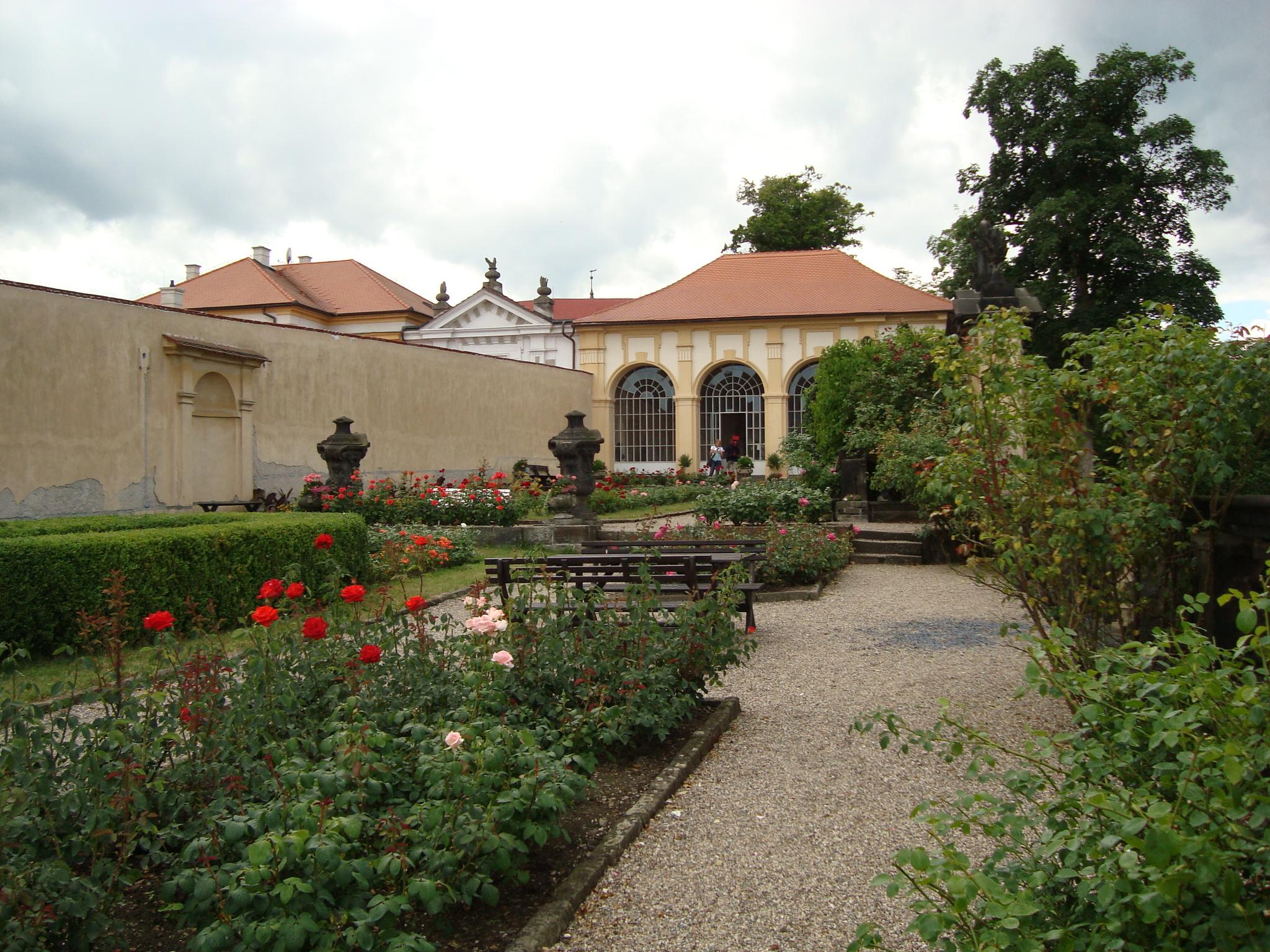
Rozárium

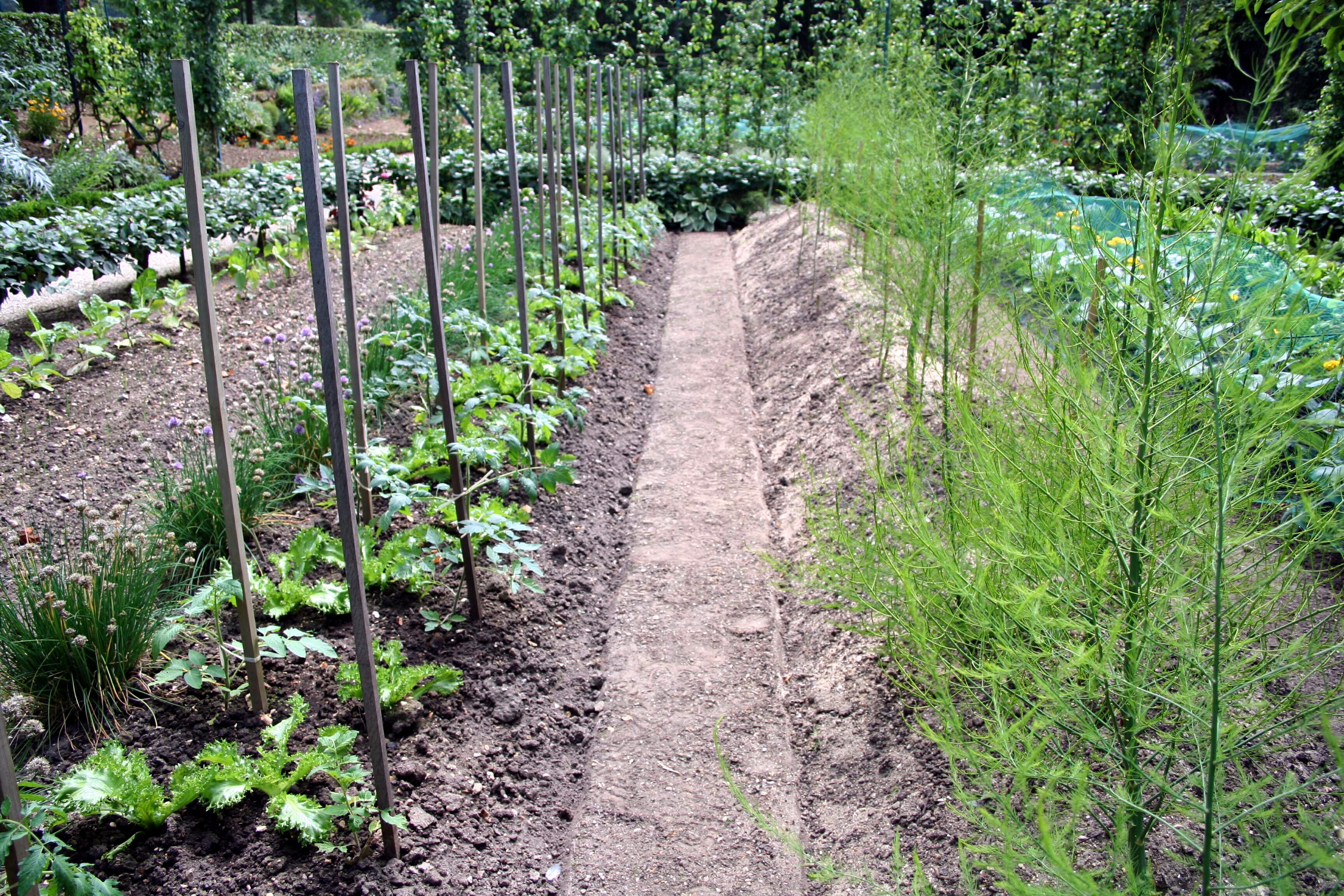
Užitková zahrada

### Podle barvy a materiálu
Nadšení nad schopností vnímat jednotlivé odstíny barevného spektra velí některým pěstitelům vybrat si jeden, jednu barvu (často bílou barvu) a vytvářet zahrady, kde shromažďují rostliny s olistěním a květem takové barvy. Jde o podobný rozmar jako vytváření pokojů v odstínech jediné barvy.
Příklady:
- Bílá zahrada
- Zlatá zahrada
- stálezelená zahrada
- Modrá zahrada

a další

### Podle umístění
- vertikální zahrada
- střešní zahrada
- okenní zahrada
- atrium
- peristyl
- solárium

### Sociálního hlediska
- Zahrádkářská kolonie
- soukromá zahrada
- komunitní zahrada
- veřejná zeleň

### Podle stylu úpravy
Styl úpravy je hodnocen u okrasných zahrad, u zeleninových zahrad není krása kompozice výsadby hodnocena, přestože mohou zeleninové zahrady být použity jako okrasné a přestože zelenina může plnit funkci okrasných rostlin.
Podle stylu vzhledu, architektury zahrady, jsou okrasné zahrady rozdělovány na dva základní protikladné směry, pravidelné (v témž významu geometrické nebo architektonické), na jedné straně a nepravidelné na straně druhé. V odborné literatuře z 19. století v anglickém jazyce jsou někdy pro tyto dva styly používány také názvy „ancient“, „formal“ (historické, úpravné nebo společenské) pro pravidelné zahrady a „wild“, „modern“ (divoké, moderní) pro nepravidelné zahrady.
Název pravidelné zahrady je používán stejně jako název geometrické zahrady, symetrické zahrady nebo architektonické zahrady. Všechny tyto výrazy ukazují na nejzřetelnější rysy této skupiny. Mezi pravidelné zahrady jsou řazeny ty zahrady, které jsou často upraveny v symetrických celcích, nebo používají geometrické tvary, přímé nebo pravidelné linie, odráží stavební prvek – budovu. Pravidelné úprava nikdy nenapodobuje přírodu, je úpravou která často ukazuje lidskou moc zkrotit vodu, kámen, stromy, keře a byliny. Zahrada je dalším pokojem, pokračováním budovy. Pravidelné zahrady dávají na odiv krásu technické konstrukce, seřazené celky hmot, lesk, dokonalost úpravy, dokonalý povrch a vysoký kontrast použitých materiálů. Vytvoření dokonalé pravidelné zahrady je snazší než vytvoření vkusné nepravidelné zahrady. Cílem je vytvořit především dekorativní úpravu. Příklady: římská zahrada, perská zahrada, moderní zahrada.
Nepravidelná úprava zahrad a parků je obvykle nepravidelnou kompozicí, jako celku a interpretací přírody. Pokud jsou použity nějaké technické prvky, jsou často skryty, nebo nejsou vystaveny na odiv. Nepravidelná úprava více či méně kopíruje a stylizuje přírodu a přírodní krajinu. Nepravidelné zahrady mohou zobrazovat některé skutečné biologické seskupení nebo je pouze napodobit nebo vytvořit prostředí, které vyvolává pocit přírodního prostředí. V některých případech jsou součástí úprav nápadné a dekorativní prvky, poutající pozornost. Cílem úpravy je vytvořit především klidné a příjemné prostředí. Příklady: japonská zahrada, čínská zahrada, anglický park, venkovská zahrada, přírodní zahrada.
Samotné styly zahradních úprav jsou více či méně se odlišující pravidla či zvyky a preference odlišující některé úpravy zahrad. Tyto styly mohou mít stejné nebo rozdílné prvky, jiné použití prvků a podobně. Zásady estetiky jsou v zásadě podobné, stejně jako použití a vývoj zahrad. Nicméně zatímco u asijských stylů je preferována zahrada jako rozjímavé místo se symboly, v Americe, Evropě a Austrálii je zahrada ve většině stylů podřízena složitému (a různému) pevnému řádu, slouží jako nápadná kultivovaná ozdoba nebo krásné místo.
Některé známé styly:
- čínská zahrada
- korejská zahrada
- babylonská zahrada – Visuté zahrady Semiramidiny
- egyptská zahrada
- japonská zahrada
- perská zahrada
- římská zahrada
- italská zahrada
- středověká zahrada kterou sice lze reálně vidět jako zahrady ve středověkých městech (obvykle jen trocha zeleniny), u italských vil církevních hodnostářů (přepychové architektonické, často téměř výhradně okrasné celky), hradní zahrady s trochou zeleniny, léčivek, vinicemi a ovocnými stromy plundrované při obléhání, venkovské zahrady které obsáhly několik záhonů u domu, a rozlehlé klášterní zahrady sloužící k pěstování ovoce, zeleniny, květin a bylinek, s někdy malými uzavřenými okrasnými celky s náboženskými motivy "hortus conclusus" giardino secretto. Tyto malé uzavřené okrasné celky jsou právě těmi zahradami, které lze označit jako vzor středověké zahrady.
- francouzská zahrada zahrady a parky v pravidelném stylu francouzských barokních zahrad
- suché zahrady – karesansui
- maurská zahrada pravidelné zahrady v západní Evropě navazující na perské vlivy
- holandská zahrada - menší pravidelná zahrada s živými ploty, specifická podlouhlými vodními plochami – kanály, se stojatou vodou. Velmi podobná francouzské barokní zahradě.
- anglický park - anglické zahrady a parky na přelomu 18. a 19. století
- ferme ornée
- venkovská zahrada [30] [31]
- zenová zahrada
- přírodní zahrada
- prérijní zahrada
- moderní zahrada funkcionalistická zahrada a postfunkcionalistická zahrada, - zcela jednoduchá úprava, vše je podřazeno prvoplánové praktičnosti, novosti a módnosti funkcionalismu, často stejně nepromyšleně jako u jiných stylů.
- feng šuej zahrada - zahrada vedená záměrem vyhovět požadavkům uživatele a ideologii Feng šuej

Je zcela zřejmé, že úprava zahrad v nějakém stylu či slohu, či úpravy vzniklé spojením slohů nejsou zárukou, ba ani výrazně nemusí ovlivnit, estetické kvality ani uživatelské pohodlí. Naopak jsou příklady, kdy zkušení zahradní architekti kritizují přehnané nebo zbytečné úpravy které mají za cíl výhradně vyhovět požadavkům módy a naopak působí nepohodlí či esteticky nevhodně. Například při rekonstrukci historické zahrady Květná zahrada v Kroměříži nebyla zcela věrně rekonstruována úprava zahrady z toho důvodu, aby dokonalost rekonstrukce nenarušila vhodnost, estetiku a věrohodné působení úpravy. 

#### Slohová čistota zahrad
„Historické parky a zahrady, které se dochovaly do současnosti, nejsou všechny slohově hodnotné a čisté.“ (Hurych Václav)
V zahradách se lze snadno setkat s úpravami, které jsou částečně původními díly a částečně úpravami provedenými během různých období. Významně ke změnám původního díla může přispět způsob údržby, který mění a zachovává nebo potlačuje některé rysy ba i prvky zahrad. Často jsou v zahradách, které se během času měnily zastoupeny rysy dekorativních i malebných úprav.

### Podle okolních budov
- zámecká zahrada
- klášterní zahrada
- hřbitov
- zoo
- školní zahrada

### Podle uspořádání
- pravidelné zahrady - Geometrická zahrada
- nepravidelné zahrady

### Pravděpodobně nikdy neexistující, ideologicky motivované nebo mytické zahrady
- rajská zahrada (Ráj, Eden) – vzor některých zahrad, zpodobňovaná jako zahrada s hadem a rajským jablkem uprostřed
- Hortus Conclusus zahrada představující panenství matky Ježíše Krista (Marie), vzor některých středověkých zahrad

## Součásti zahrad
Zahrady jsou často tvořeny menšími celky, které svým účelem, uspořádáním nebo úpravou určují použití, vzhled nebo styl zahrady.

### Stavební prvky
Stavební prvky tvoří části, jež jsou důležitou estetickou i provozní součástí, jako například komunikace, stejně jako prvky, které jsou pouze okrasné. Lze sem řadit prvky jako:
- mosty, lávky
- šlapáky
- zídky a zástěny
- zdi a oplocení
- sloupořadí
- plastika, obelisk, socha
- fontána
- zahradní krb nebo zahradní gril, udírna, ohniště
- hřiště a pískoviště
- cesta, chodník
- odpočívadlo
- kaskáda (vodopád), vodní střiky
- jezírka
- bazén, nádrž
- umělé potoky, napodobeniny řek, kanály a podobné vodní prvky
- pergoly
- terasa
- altán
- brána, vstupní části
- treláž
- schodiště
- umělé zříceniny a napodobeniny staveb
- grotta
- včelíny, úly, hmyzí domky
- oranžerie, skleník, stínoviště a zimní zahrada
- umělé zavlažování
- zařízení pro chov zvířat
- zahradní nábytek
- kompost

### Vegetativní úpravy
Jsou určité způsoby úprav zeleně či úpravy jejich výsadby, jež jsou tak typickými součástmi zahrad.
- živý plot
- topiary
- rostliny v nádobách
- trávník
- okrasné záhony, vyvýšené záhony
- skalka, štěrbinová skalka, skalka v rovině

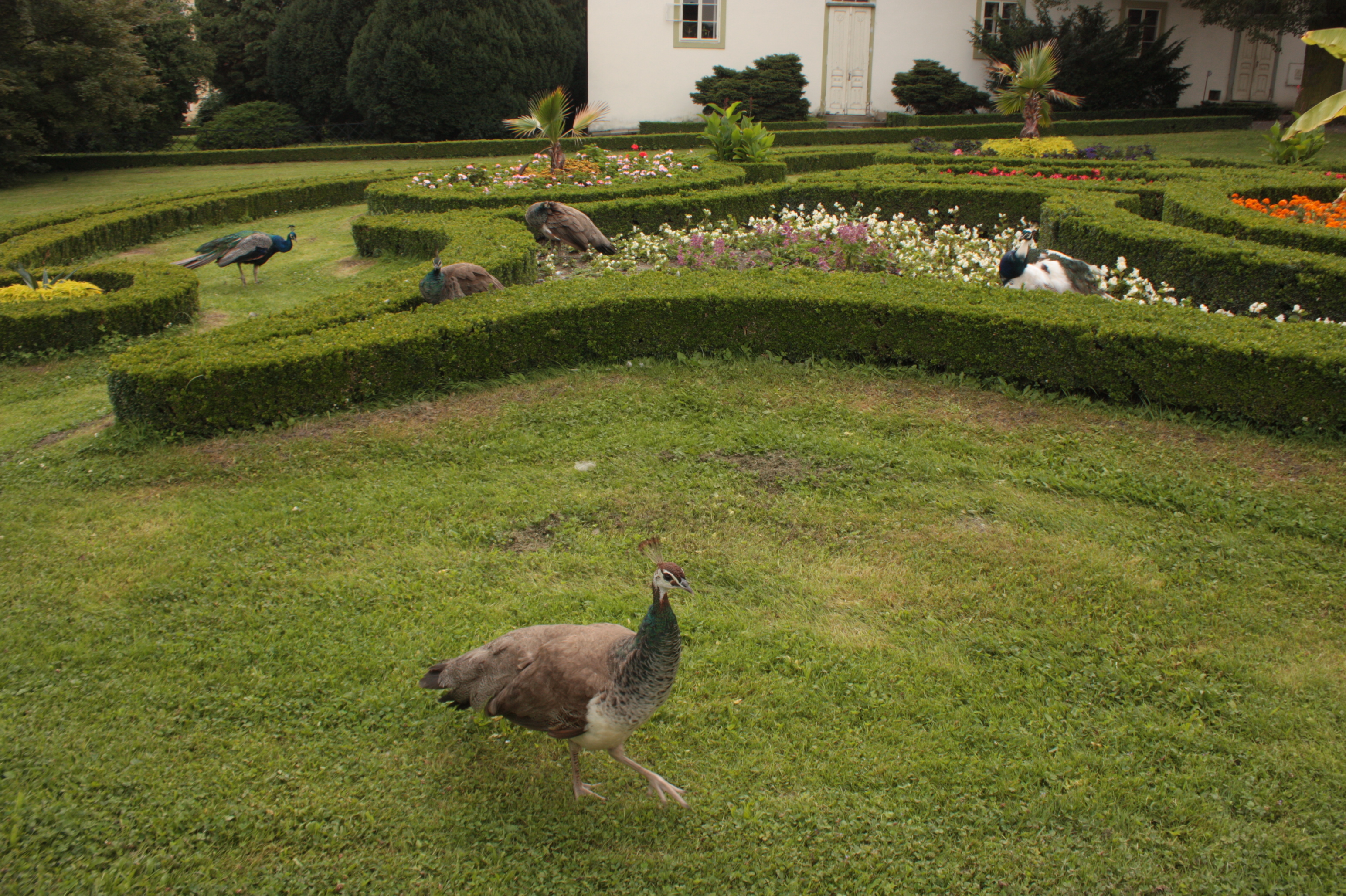
Pávi byli častou součástí barokních zahrad.

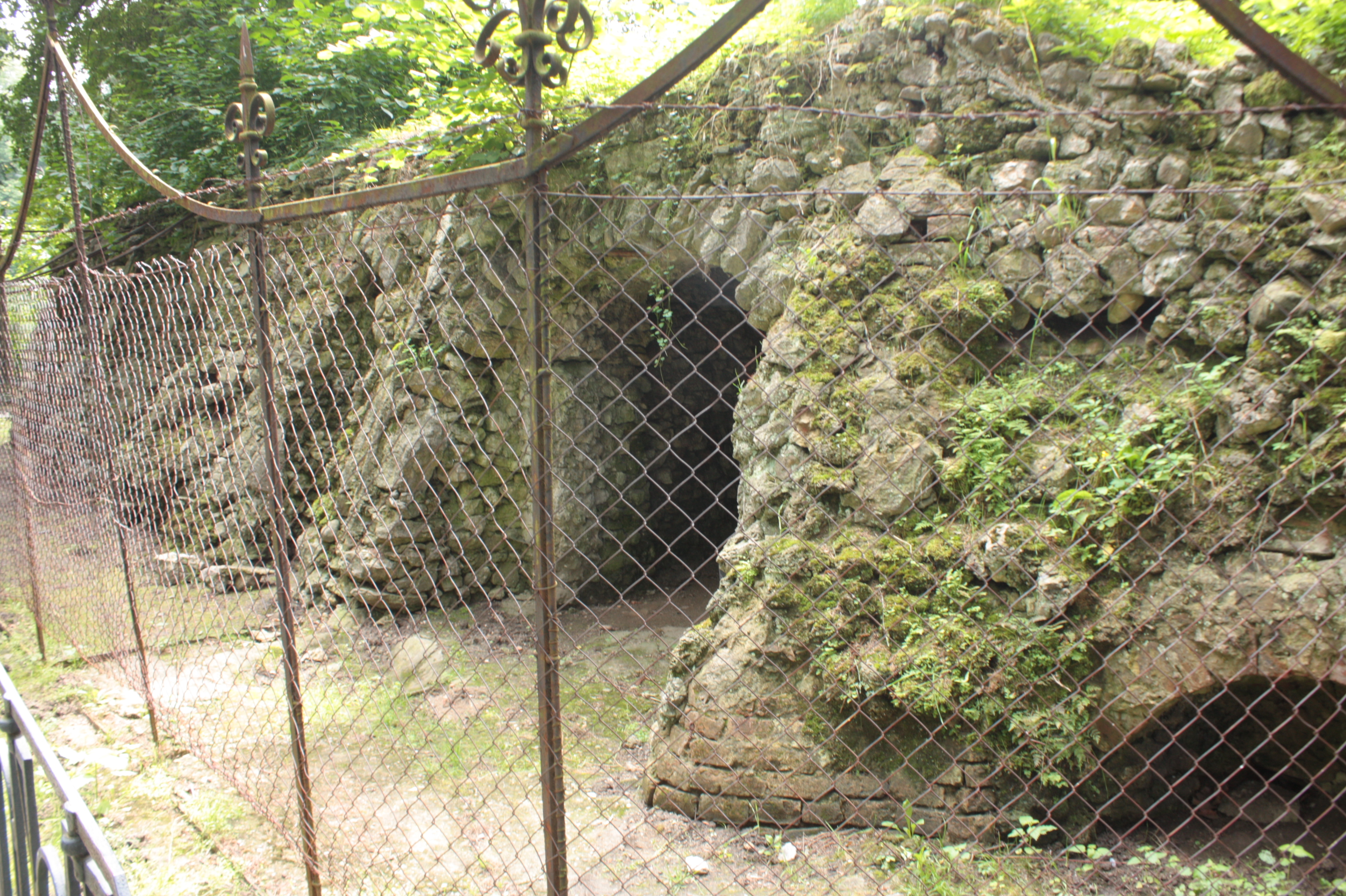
Medvědinec v Podzámecké zahradě v Kroměříži.

- suchá zídka
- bylinková spirála
- alej
- bosket
- palmeto

### Koncepční řešení části zahrady
Za koncepční řešení částí zahrad, používané jako typický prvek a to i v slohově různých zahradách, lze považovat takové úpravy, které jsou samostatným estetizujícím celkem, předpokládajícím určité řešení prostoru, výběr vhodného rostlinného materiálu ale přitom dané řešení plochy je často jen vhodnou součástí rozsáhlejší úpravy celého pozemku.
- terénní úpravy
- broderie
- giardinetto
- xerofytní výsadba
- rozárium
- parter
- úpravy se vzorem uzlů – knoten
- labyrint
- kuchyňská nebo zeleninová zahrada
- vinice nebo ovocný sad
- napajedlo pro ptáky a ptačí koupaliště
- předzahrádka
- vřesoviště, rašeliniště
- střešní zahrada
- vertikální zahrada

### Jiné doplňky
Chovaná zvířata, například ryby, králíci, ptáci, medvědi, psi, hmyz

## Rostliny
V zahradě použité rostliny lze rozdělit například na
- stromy
- keře
- pnoucí
- byliny - okrasné rostliny a zeleninu
- listnáče a jehličnany
- stálezelené, poloopadavé a opadavé rostliny
- trvalky a letničky
- cibuloviny a hlíznaté rostliny
- acidiofilní a váponomilné
- vlhkomilné a suchomilné
- stínomilné a světlomilné
- teplomilné a otužilé
- okrasné plody, květem, listy
- pomalurostoucí a rychlerostoucí

## Zahrada jako ekosystém
Zahrady pro biodiverzitu mohou mít důležitý význam. Obvykle negativní. Celé pojetí zahrady, například jako u divoké zahrady, může ale někdy být nápomocno udržení místních druhů rostlin a odpovídajícího ekosystému. Pojetí zahrady a způsob výsadby a především některé součásti zahrady například živé ploty, keře, ploty, stromy, krmítka, budky, ptačí pítka nebo koupaliště, mohou hrát významnou roli alespoň pro přežití místní fauny, místních rostlin a jejich různorodost, pro biodiverzitu. Podle výzkumů v zahradách s více neudržovanými částmi a různými strukturami, prostředími a povrchy, bývá více včel a dalších živočichů.
Jiné součásti zahrady mají obvykle opačný účinek – koupací bazén, pečlivě střižený trávník, záhony květin nebo dokonce pečlivě ošetřované zeleniny, obvykle nemají na rozvoj místní fauny a flory pozitivní vliv. Vůle udržovat zahradu spíše méně a tolerance prostředí vhodného pro přežití drobných živočichů i za cenu nižší úrody a klíšťat, pěstování směsi divokých trvalek a místních keřů, nemusí vždy napomáhat sousedským vztahům. Vzniká konflikt (i vnitřní, v duši majitele) mezi pravidly, tradicí jednoduché estetiky a citlivostí k ekosystému, vnímavostí pro skutečnou krásu. Podle studie ze Spojených států, je ochota vytvářet a udržovat přírodní zahrady silně závislá na vzhledu zahrady souseda. Pokud kosí pravidelně svůj dokonalý trávník, cítí majitel vedlejší zahrady povinnost udělat totéž. 
Ačkoliv se tendence vytvářet zahrady podobné přírodě objevují od 18. století u Alexandra Popeho a v 19. století u G. Jekyllové, tak na začátku 21. století se opravdu stávají módními přírodní zahrady a zahrady napodobující přírodu, které jsou přírodě blízké. Mezi nejznámější architekty, kteří takové zahrady popularizují, prosazují, navrhují a realizují patří Piet Oudolf.
Velmi malé zahrady věrně napodobující přírodu často vypadají zanedbaně, nevzhledně nebo nevhodně, ale je vhodné je esteticky stylizovat, aby tato nevýhoda byla estetickou hodnotou.

### Ptačí zahrada

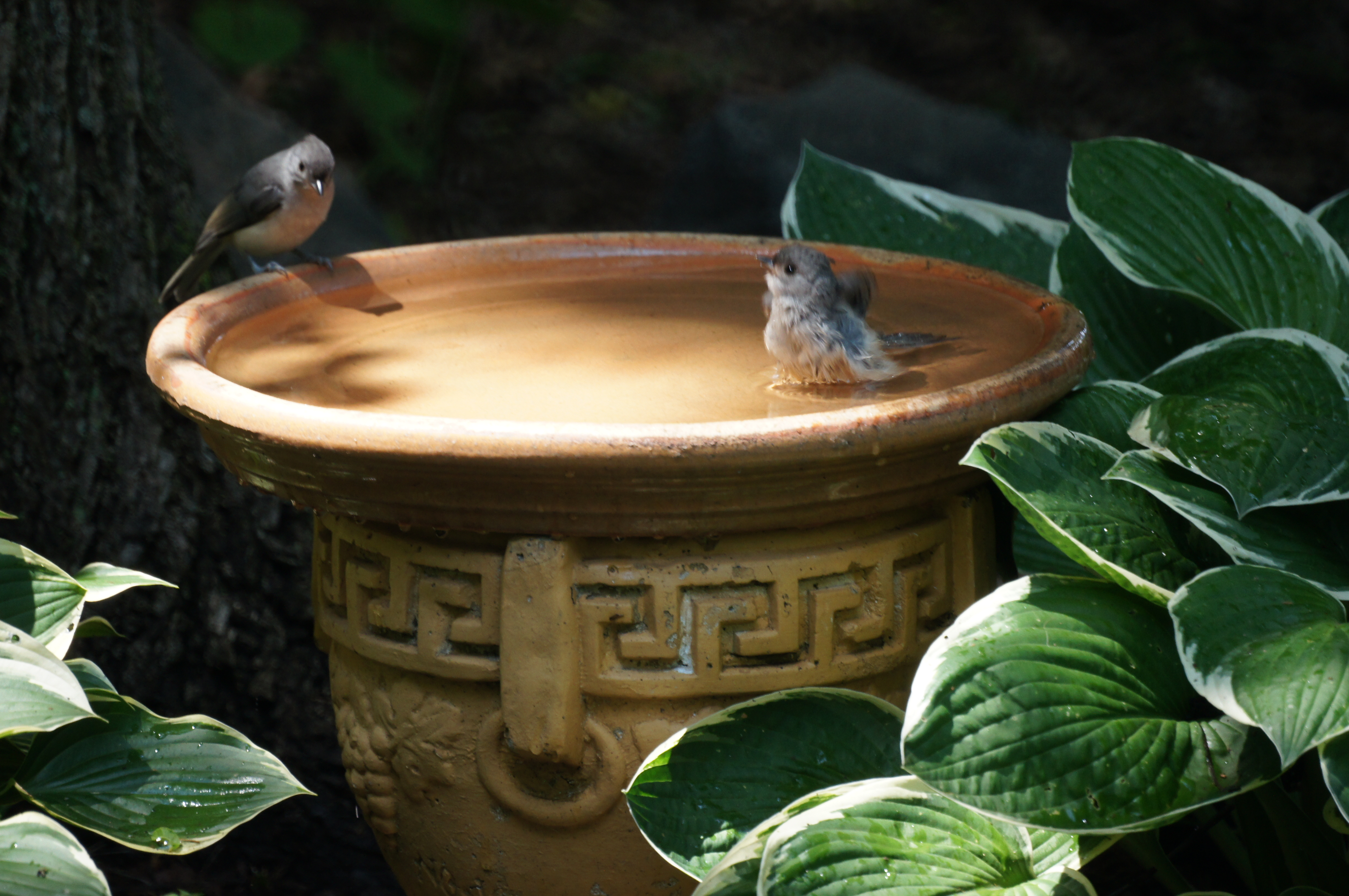
Sýkory v ptačím koupališti

Ptačí zahrada jako pojmenování typu nebo vzoru úpravy zahrady v české odborné literatuře neexistuje a není používáno na rozdíl od jiných zahrad určených specificky pro nějaké užití. Přesto jsou již odedávna určeny některé prvky v zahradě pro ptáky, jako krmítka, budky, některé druhy dřevin ponechané pro potravu ptákům, nověji i ptačí koupaliště a pítka. To je činěno s ohledem na pozorovatele, který je potěšen pohledem na skotačení sýkorek a rád slyší zpěv kosů. Například v Anglii jsou takové úpravy častější a Gertrude Jekyll v knize Barvy v květinové zahradě o takové části zahrady, nebo zahradní úpravě píše:
… je dobré, aby to do volného prostoru byly vysázeno ovoce divočejšího charakteru, široce rozšířené mišpule a kdoule, některé z nejvíce půvabných malých britských stromů, jako jeřáby, blumy, myrobalány, pláňata a jejich příbuzní, pro plody ke sklizni nikomu jinému než ptákům a také pro pohled botaniků. Krásné dřeviny s květy jako má horský jasan, divoké třešně, trnky a ve velkoplodé hlohy, ptáčnice, jeřáb muk, cesmíny a muchovník.
Uvedené druhy dřevin mohou dobře sloužit k tomuto účelu i v ČR v 21. století. Ve Velké Británii i v 21. století obyvatelé záměrně lákají do zahrad ptáky a upravují je jako "ptačí zahrady".
Ptačí zahradou, úpravou, vyčleněním části zahrady pro ptáky, může být část zahrady upravená jako velká voliéra, jako je Ptačí zahrada v Isfahan (Írán). Takové úpravy, zvířecí koutky s voliérami, se v evropských parcích vyskytovaly ještě v 18. století.
Jiný smysl ptačí zahrady (nebo zvířecí zahrady) má úprava, kdy je část pozemku se zeleninou nebo jinými pěstovanými rostlinami vyhrazena a nechráněna, na rozdíl od zbytku zahrady, před divokými zvířaty a ptáky. Taková úprava má zabránit devastaci pěstovaných plodin a je v podstatě způsobem ochrany rostlin.

## Estetika zahrad
Studie ze Švýcarska ukazují, že druhově chudé a nudné zahrady jsou obecně považovány za estetické. Nikdo nepovažuje za krásné zcela chaotické zahrady. Ovšem alespoň pestřejší zahrady, bohatší na druhy a podobné volné přírodě jsou vhodnější pro drobné živočichy a mohou být vzhledné. Hodnocení krásy je často závislé na mínění sousedů a návštěvníků, mínění širšího okolí a prioritách, hodnotovém žebříčku celé společnosti.
Vzhled zahrad je námětem, nebo zmiňován v lidové tvořivosti i v uměleckých pracích, které jsou považovány za objekty významné kulturní ceny. Vzhledově se zahrady, které jsou považovány za krásné, mohou lišit, nebo být dokonce charakterizovány zcela opačnými vlastnostmi.
Někteří lidé si snadno vytvářejí své představy o kráse v závislosti na mínění okolí nebo se kromě svých příbuzných nechají řídit přímo pokyny takové osoby jako je „arbiter elegantum“, „kulturtrégr“ nebo „módní policie“ bez ohledu na své potřeby. Při tvorbě zahrad se ale lze často setkat s potřebou napodobovat sousední zahrady, nevybočovat.
Tvorbou zahrad se zabývá zahradní architektura. Dílo architekta by mělo splňovat praktické použití, následovat architektonické řešení okolní zástavby nebo s ním nebýt v rozporu a esteticky jej doplňovat. Především by mělo splňovat představy majitele. Přesto nelze někdy rozlišit (špatné nebo dobré) dílo laika a architekta, což lze připsat estetické schopnosti laiků kreativně se vyjádřit. Mnozí z největších architektů nikdy zahradní architekturu nestudovali, nechyběla jim ale nikdy kreativita, schopnost myslet analyticky, zohlednit potřeby zákazníka a často to byli lidé se vztahem k přírodě. To, že je zahrada vytvořená zahradním architektem, není zárukou, že má nějaké (například i estetické) kvality nebo je použitelná. Způsob výsadby je přímo závislý na představě majitele o výsledku.

### Sadovnická tvorba
Zahradní architektura je v podstatě umělecký obor, který kromě představivosti vyžaduje například technické znalosti materiálů a zkušenosti. Při tvorbě zahrad mohou pomáhat architektům pravidla kompozice zahradních úprav, zahrad a parků, jež byla položena už v italských renesančních zahradách. Tato pravidla nebo atributy možné krásy, která mohou vytvářet estetický celek, která lze najít v díle nebo dílo pomocí těchto vlastností vytvořit či zhodnotit, byla pak shrnuta, definována a rozvinuta H.Reptonem na přelomu 18. a 19. století:
- Přiměřenost
- Užitečnost
- Řád
- Symetrie
- Malebný účinek
- Spletitost a komplikovanost
- Jednoduchost
- Rozmanitost
- Novost
- Kontrast
- Spojitost
- Asociace
- Majestátnost
- Přivlastnění
- Oživení
- Období a vliv průběhu dne
- Dokonalost provedení

Pravidla kompozice v zahradní architektuře konce 20. století definují kritéria, požadavky na úpravu kompozice, tedy úmyslně upraveného zahradního celku jako:
- Rozmanitost
- Ucelenost
- Harmonie
- Smysluplnost

Zahradní architektura je na počátku 21. století popisována jako směs různých zcela rozdílných směrů bez nějakého vyhraněného převládajícího názoru, jak bylo zvykem až do konce 20. století. Někdy je popisováno, údajně samotnými architekty jako stížnost na málo hodnotnou novodobou architekturu, že …stále chybí silná a široká vrstva osvícených investorů, kteří nesledují jen krátkodobé cíle vlastní reprezentace, ale jde jim o víc - o tvorbu kulturního zázemí, o kvalitní architekturu, o jméno. S okamžitým vysvětlením, že poučená a hluboce kulturní vrstva nemohla vzniknout za jedenáct let, je třeba počkat desítky let…. Nicméně je jako architektura 21. století prezentována třeba výstavba v Klánovicích, u které je plánovaný rozsah a způsob úpravy zeleně zřejmý Ale i obecně platí, že vzhledem k stoupajícím cenám pozemků jsou zahrady stále menší.

## Významní zahradní architekti
Zahradní architekti jsou tvůrci návrhů zahrad, někdy i realizátoři svých návrhů.
Podle časopisu Mail byli nejlepšími zahradními architekty všech dob (celosvětově):
- James Corner
- Roberto Burle Marx
- Helen Dillon
- Mary Reynolds
- Charles Jencks
- André Le Nôtre
- Vladimír Sitta
- Lancelot "Capability" Brown
- Christopher Lloyd
- Jim Denevan

Jiní autoři považují za významné zahradní architekty jako Gilles Clément, Gertrude Jekyll, Thomas Dolliver Church , Geoffrey Jellicoe, Kathryn Gustafson, Peter Walker, Jacques Wirtz, Vita Sackville-West, Penelope Hobhouse, Beth Chatto, Piet Oudolf, Isamu Noguchi, Martha Schwartz, Frank Lloyd Wright, Ted Smyth, Russell Page, Dan Kiley, Topher Delaney, Andrew Jackson Downing, Humphrey Repton, Geoffrey Smith, Mien Ruys, Christopher Tunnard, Fletcher Steele, James van Sweden, Wolfgang Oehme, Tom Stuart-Smith, Andrea Cochran, Judy Kameon.

## Dotčené obory
Vzhledem, tvorbou, kompozicí a plánováním zahrad se zabývá zahradní architektura. Navazuje na obory výtvarného umění a architekt používá při úpravách umělecké, výtvarně působící objekty. Při své práci musí architekt mimo technické a biologické znalosti ovládat také základní znalosti psychologie neboť jeho dílo psychologicky působí na uživatele. Některé zahrady k dosažení spokojenosti uživatele vyžadují i znalosti náboženství, filosofie nebo invence, tyto vklady se pak stávají součástí koncepce. Základy architektury staveb jsou žádoucí, neboť zahrada je součástí větších stavebních celků a měla by s nimi být v souladu. Součástí zahrady bývají stavební úpravy, znalosti stavebnictví týkající se přesunu zeminy, stavby menších stavebních úprav jako jsou cesty, terasy, pergoly u osoby vytvářející zahradu jsou na místě. Dobrý zahradní architekt by měl alespoň povrchně ovládat i znalosti z oborů týkajících se materiálů které jsou součástí zahrady, tedy například geologie a mineralogie i celkového kontextu díla, čímž se zabývá ekologie.
Rozmanitostí rostlin použitých v zahradě se zabývá botanika a dendrologie zahrnující především mnohotvárné vlastnosti druhů a odrůd rostlin. Ovocnářství je obor jenž se věnuje ovocným dřevinám v zahradě, plody ovoce se zabývá pomologie, květinami květinářství. Taxonomie se zabývá určením a rozdělením rostlin pěstovaných v zahradě, studiem jejich vzhledu morfologie, technikami křížení genetika.
Agrotechnika (fytotechnika) zahrnuje souhrn a správný sled technických operací v daných podmínkách, které slouží k množení a umístění rostlin, udržení vzhledu a životaschopnosti rostlin a jejich zdárnému růstu. Je oborem zabývajícím se nejen znalosti chemismu a výživy rostlin ale i ochranou rostlin proti škůdcům a chorobám fytopatologie.

## Muzeum zahrad
Muzeum zahrad (Garden Museum) dříve známé jako Museum of Garden History, se nachází v Anglii, bylo založeno ve zrušeném kostele na jižním břehu řeky Temže v Londýně, na Lambeth Road. Muzeum je umístěno v hlavní lodi kostela. Sbírka se skládá z nástrojů, příslušenství a knihovny. Sbírka obsahuje předměty zakoupené v aukci a dary od jednotlivců i zahradnických firem. Grafické tisky, fotografie, plakáty, katalogy a brožury, ukazují historii zahradničení. Muzeum ukazuje celý rozsah zahrad, z královských zahrad po zahrádkářské kolonie. Na začátku roku 1980 byla na přilehlém hřbitově vysázena zahrada ve stylu úprav typických pro 17. století (knot garden – výsadby s motivem uzlů). Úprava je osázena rostlinami autentickými pro dané období.

## Turistika
Cestování, jehož cílem je poznávání významných zahrad, botanických zahrad, historie zahrad, zahradních stylů, je druh cestovního ruchu zahrnující návštěvy nebo cestování do těchto významných a specifických objektů. Turisté někdy cestují individuálně na tato místa s nimiž jsou předem seznámeni. Často se ale turisté raději připojují k organizovaným zájezdům na místa zahradních výstav.

## Významné zahrady v Evropě

### Itálie
- Isola Bella
- Zahrady Boboli
- Botanická zahrada v Padově
- Botanická zahrada Pisa

## Významné zahrady v Česku
- Vrtbovská zahrada
- Květná zahrada